# Centro Histórico de Porto Alegre
O Centro Histórico é um bairro da cidade brasileira de Porto Alegre, capital do estado do Rio Grande do Sul. Foi criado pela lei 2022 de 7 de dezembro de 1959 com o nome de Centro e alterado pela lei 4685 de 21 de dezembro de 1979. Em 22 de janeiro de 2008 sua denominação atual foi fixada pela lei nº 10.364. Seus bairros vizinhos são: Cidade Baixa, Farroupilha, Bom Fim, Independência, Floresta e Praia de Belas.
O Centro Histórico é a mais antiga área urbanizada de Porto Alegre, e desde sua origem tem sido o seu principal foco vital, sendo a sede da governança municipal e estadual e local de concentração de comércio, bancos, museus e centros culturais. É uma região carregada de história, com um grande número de edificações inventariadas ou tombadas em nível municipal, estadual ou nacional, que ilustram todas as fases evolutivas da arquitetura de Porto Alegre, com muitos exemplares de importância superlativa. Densamente edificado, na segunda metade do século XX começou a experimentar uma degradação progressiva, com a proliferação de comércio ambulante ilegal, deterioração de edifícios históricos, êxodo populacional, problemas de segurança e higiene e congestionamento de tráfego. Desde então tem sido alvo de uma série de projetos de fomento e revitalização, que trouxeram resultados positivos, mas muitos problemas ainda permanecem irresolvidos e cercados de controvérsia.

## Limites atuais
Ponto inicial e final: encontro da Avenida Loureiro da Silva com a Avenida Presidente João Goulart, na Esplanada Luiz Celso Gomes Hyarup; desse ponto segue pela Avenida Presidente João Goulart até o ponto de coordenadas E: 276.757; N: 1.675.957, deste ponto segue por uma linha reta e imaginária até a orla do Lago Guaíba, ponto de coordenadas E: 276.635; N: 1.675.947, seguindo pela orla do Lago Guaíba na direção norte, contornando a Ponta do Gasômetro, e a nordeste, pelo Cais Mauá até o ponto de coordenadas E: 278.878; N: 1.677.572, localizado no limite do Cais Mauá com o Cais Marcílio Dias; desse ponto segue por uma linha reta e imaginária até o encontro da Avenida da Legalidade e da Democracia (antiga Avenida Presidente Castelo Branco) com o Largo Vespasiano Júlio Veppo, ponto de coordenadas E: 278.979; N: 1.677.541, por esse até o Complexo Viário Conceição - túnel, elevadas, acessos e Rua da Conceição, por esse até a Rua Sarmento Leite, por essa até a Rua Engenheiro Luiz Englert, por essa até a Avenida Loureiro da Silva, por essa até a Avenida Presidente João Goulart, ponto inicial.

## Origens e evolução

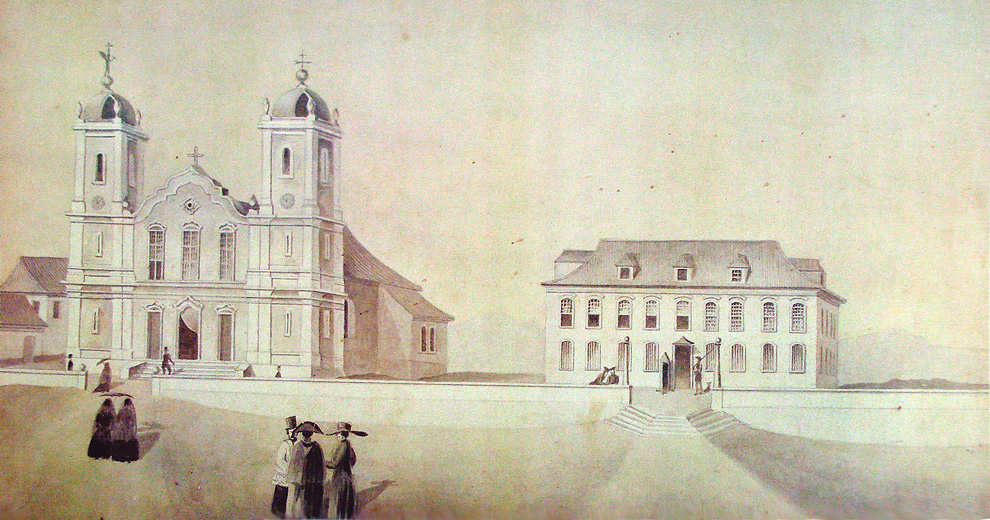
A antiga Matriz e o Palácio do Governador, os dois primeiros edifícios importantes da cidade, erguidos a partir da década de 1770. Aquarela de Herrmann Wendroth, c. 1851

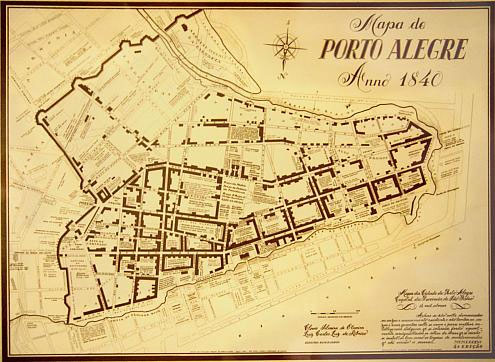
Mapa de Porto Alegre em 1840, definindo a parte mais antiga do Centro Histórico, e vendo-se à esquerda a linha de fortificações erguidas para defesa durante a Revolução Farroupilha

As origens do Centro Histórico se confundem com a própria história de formação de Porto Alegre, e durante muito tempo sua área atual correspondeu aos limites de toda a cidade. Seu povoamento iniciou quando em torno de 1732 fixaram-se algumas famílias à beira do lago Guaíba, na ponta da península que define o Centro e junto à desembocadura do arroio Dilúvio, onde havia um atracadouro que foi chamado de Porto do Viamão, ou Porto do Dornelles, uma corruptela de "Ornellas", em referência ao sesmeiro Jerônimo de Ornelas, que havia recebido terras na área do Morro Santana. Na península, onde hoje é a Rua da Praia, os colonos ergueram uma diminuta capela consagrada a São Francisco das Chagas, elevada a curato em 1747, e em torno desta capela começou a se organizar efetivamente a primeira urbanização da futura Porto Alegre.
Em 1750 o governador de Santa Catarina, Manoel Escudeiro de Souza, recebeu ordens de enviar ao Porto do Viamão parte dos casais que estavam para chegar dos Açores para colonizar o sul do país. Em 1751 foram selecionadas 60 famílias, perfazendo um total de cerca de 300 pessoas, que chegaram ao local em janeiro de 1752, sendo encaminhadas a terras já demarcadas no Morro Santana. Mas o local era pobre em fontes de água e foi abandonado, tendo a população se fixado junto do porto, que por esta razão passou a ser conhecido como Porto dos Casais. Em 1752 chegou nova leva de açorianos, que se juntaram a cerca de 60 milicianos do destacamento do Coronel Cristóvão Pereira de Abreu. Junto com a tropa veio o primeiro religioso, um capelão militar Carmelita, Frei Faustino Antônio de Santo Alberto. Ainda em 1752 a área da península foi desapropriada e disponibilizada legalmente para os colonos já assentados, mas a partilha e entrega efetiva dos lotes rurais individuais só aconteceria em 1772. O primeiro logradouro construído foi o cemitério, na beira do Guaíba e nas proximidades da Praça da Harmonia que, em seguida, foi transferido para o Morro da Praia, atual Praça da Matriz.
Continuou recebendo outros colonos, mas ainda era apenas um pobre povoado composto principalmente de casas de barro cobertas de palha, que foi elevado a freguesia em 26 de março de 1772, data oficial de fundação da atual capital gaúcha, sob o nome de Freguesia de São Francisco do Porto dos Casais. Na ocasião foi delimitada uma área de 141 ha para a consolidação do centro urbano, ocupando toda a península. Seu destino mudaria radicalmente quando, no ano seguinte, foi transformada em capital da capitania pelo governador Marcelino de Figueiredo, substituindo Viamão. Ao mesmo tempo seu orago passou de São Francisco das Chagas para a Nossa Senhora Madre de Deus, denominando-se então Freguesia da Nossa Senhora Madre de Deus de Porto Alegre.
A partir daí a pequena urbe começou a ser reorganizada para cumprir seu novo papel. Em 1774 foram construídos o Arsenal de Guerra, a primeira Igreja Matriz e o Palácio do Governador, e quatro anos depois foram levantadas fortificações no perímetro oposto ao lago. Nas duas décadas seguintes já havia diversas olarias em atividade, indicando uma crescente atividade edilícia, estaleiros já construíam navios sob encomenda para o Rio de Janeiro, o comércio em geral se estruturava, e os vereadores se preocupavam com o embelezamento e limpeza das ruas e logradouros. Também começavam a tomar forma alguma das praças mais antigas de Porto Alegre, como a Praça XV, a Praça da Matriz e a Praça da Alfândega.

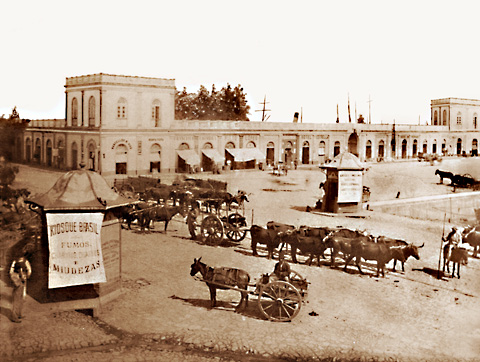
O Mercado Público em 1875

Durante a Revolução Farroupilha o Centro foi cercado de fortificações, mas a despeito do aumento populacional a malha urbana só voltaria a crescer em 1845, com o fim da Revolução e a derrubada das linhas de defesa. A importância do porto da cidade para a circulação de gentes e bens pela Província toda crescia de acordo, o que iria iniciar um processo de ampliação da cidade à custa do lago, com a construção de sucessivas benfeitorias e aterros no litoral. No Centro se realizavam melhorias em diversos equipamentos públicos, construindo-se fontes para abastecimento de água, modernizando-se a iluminação pública, estendendo-se ruas, criando novos cemitérios, uma nova cadeia, asilos e uma nova Câmara, uma grande casa de ópera (o Theatro São Pedro), ampliando o Mercado Público e estruturando o atendimento médico com a consolidação da Santa Casa de Misericórdia e da Beneficência Portuguesa. Na década de 1880 começava a se fazer notar a tendência da conurbação do Centro com os arrabaldes mais próximos.
Pouco depois, numa nova ordem política orientada pelo Positivismo e amparada por um surto de crescimento industrial e populacional, foi dada ênfase à modernização da cidade, que passou a ser vista como o cartão de visitas do Rio Grande do Sul. De acordo com esta visão, o Centro recebeu muitas melhorias em infraestrutura, ao mesmo tempo que se desencadeava um intenso programa de obras para construção de prédios públicos imponentes.

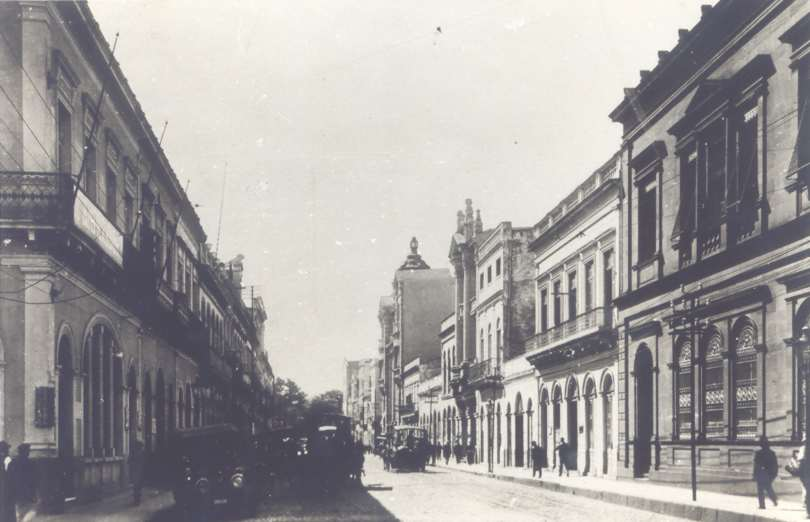
A rua Sete de Setembro na década de 1920

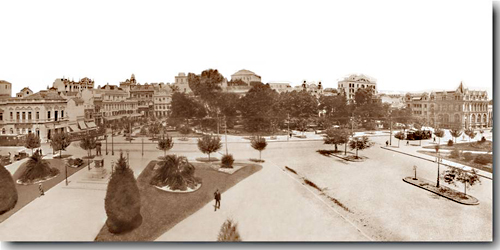
A Praça da Alfândega reurbanizada, 1929

Esta aceleração, durando até meados da década de 1930, foi conhecida como a fase áurea da arquitetura portoalegrense, renovando a paisagem urbana segundo a estética do ecletismo, a qual, por influência da prestigiada comunidade alemã, foi rapidamente imitada pelas elites para a construção de seus novos palacetes. Foi quando se ergueram alguns dos mais significativos e luxuosos prédios públicos da capital, alguns carregados de simbolismos éticos, sociais e políticos, que se revelavam mais conspicuamente na decoração alegórica das fachadas. São exemplos bem ilustrativos dessa tendência o Palácio Piratini, o Paço Municipal, a Biblioteca Pública, o Banco da Província, os Correios e Telégrafos e a Delegacia Fiscal, boa parte deles construídos pela parceria entre o arquiteto Theodor Wiederspahn, o engenheiro Rudolf Ahrons e o decorador João Vicente Friedrichs, todos de origem alemã. Essa evolução urbanística acompanhava o surgimento de uma nova cultura burguesa, estimulada pelo afluxo de novos migrantes e imigrantes, agora incluindo judeus, espanhóis, ingleses, franceses, platinos e outros; pela introdução de novas tecnologias na área dos transportes e engenharia, e pela consolidação de uma elite capitalista, o que tornou a sociabilidade e os espaços urbanos mais complexos, exclusivos e diversificados.
Otávio Rocha empenhou-se ainda mais para a reforma da cidade, desejando transformá-la em uma "nova Paris". O projeto urbano já passava a ser consideravelmente determinado pelo rápido aumento no número de veículos circulantes. Desta forma, seu programa enfatizava o aspecto de circulação, sendo prevista a construção de avenidas largas, bulevares e rótulas e, para isso, especialmente na área central, foram derrubados dezenas de antigos casarões e cortiços decadentes, que simbolizavam pobreza e atraso, ao mesmo tempo em que se incrementava diversos outros equipamentos e serviços públicos. Também foi iniciada uma campanha de "saneamento moral" do centro, com o combate à prostituição, à mendicância, ao jogo e ao alcoolismo.
Os ideais positivistas também influenciaram o plano cultural. Como consequência disso, foram fundados muitos estabelecimentos que mostravam o interesse do governo pelas diversas áreas da vida social e intelectual do Estado republicano, como o o Arquivo Público do Estado, o Instituto Livre de Belas Artes, e o Museu Júlio de Castilhos, ao mesmo tempo em que começava a dar frutos a atividade das primeiras faculdades, instaladas no ocaso do século XIX: Farmácia e Química em 1895, Engenharia em 1896, Medicina em 1898 e Direito em 1900, criando com isso uma nova categoria social: a dos estudantes acadêmicos, com hábitos e até mesmo uma gíria peculiares.

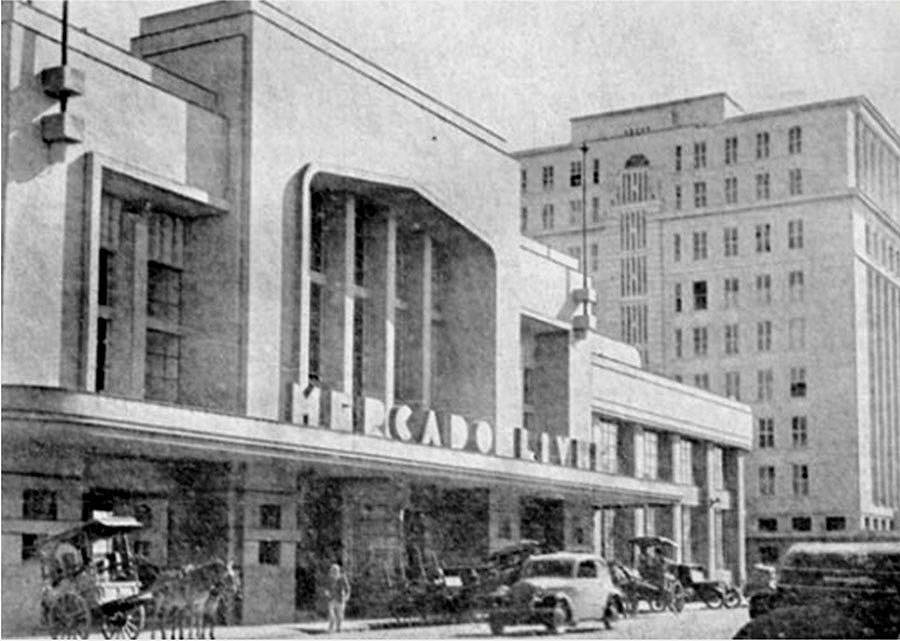
O antigo Mercado Livre, ícone da arquitetura Déco, demolido

A década de 1950 foi a do auge do Centro de Porto Alegre; já era densamente edificado e tinha a Rua da Praia como a principal passarela da elite, transformada de ponto dos atacadistas em zona do comércio elegante, atraindo também a instalação de inúmeros cafés, confeitarias, cinemas e restaurantes. Se tornou além disso o local preferido para a reunião popular em eventos cívicos e manifestações políticas, algumas vezes testemunhando cenas de violência coletiva. Na verdade, nesta época somente se consagrou em definitivo o papel que a Rua da Praia já vinha desempenhando na cultura urbana desde muito antes, o de coluna vertebral e principal artéria de circulação de bens e ideias da cidade, centro aglutinador e irradiador de tendências e cultura, e emblema de identidade para os porto-alegrenses. Passara até ela mesma a se tornar um tema ou cenário recorrente na produção cultural e literária da cidade.
Thompson Flores, assumindo a prefeitura em 1969, fez um governo caracterizado por grandes obras, em especial na área dos transportes, favorecido pelo surto econômico do Milagre Brasileiro. Construiu grandes viadutos, mas a abordagem tecnicista dos projetos como regra desconsiderou a vontade popular na priorização dos investimentos e aspectos elementares de paisagismo urbano, e nesse afã progressista desapareceram inúmeros edifícios antigos, alguns de grande significado histórico e arquitetônico. A fisionomia do Centro empobreceu, pois a qualidade geral das novas edificações decaiu e, salvo rara exceção, não pôde ocupar o lugar icônico de tantas edificações históricas valiosas que haviam sido destruídas.

## Declínio e revitalização

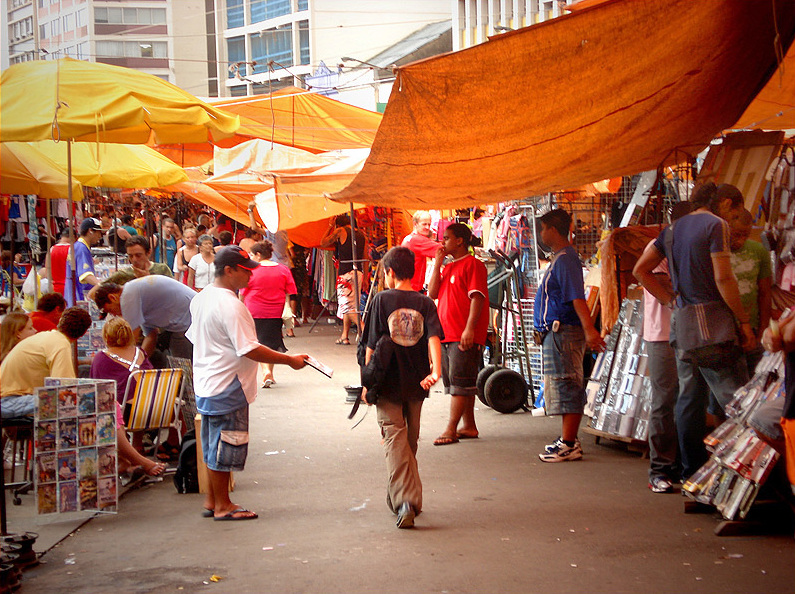
Comércio informal no Centro, antes da construção do camelódromo

A decadência do Centro Histórico iniciou quando se deu permissão, nos anos 60, para que ali atuassem camelôs cegos. Entretanto, logo não somente os cegos se instalaram, mas uma multidão de outros comerciantes informais. A situação se tornou caótica quando o prefeito Alceu Collares expediu, nos anos 80, alvarás reconhecendo a atividade, acrescentando-se ao número autorizado uma enorme quantidade de ativos ilegais. À medida que os camelôs tomavam conta de todas as ruas centrais, o comércio tradicional se retraía, e muitas lojas tradicionais, como a Bromberg, Marinha Magazine e Guaspari encerraram suas atividades. Vários outros estabelecimentos que deram glamour ao Centro em anos anteriores também fecharam suas portas, incluindo vários cinemas, confeitarias, cafés e restaurantes.
Ainda nos anos 80 vários outros fatores entraram em jogo para desvitalizar o Centro: o declínio do seu antigo distrito industrial; a formulação de um novo padrão de zoneamento urbano, perdendo muito de sua função residencial; as escassas condições de corresponder à crescente demanda habitacional; a especulação imobiliária; o aumento da criminalidade; a descentralização de investimentos e a construção de diversos grandes centros comerciais nos bairros, e o deslocamento de diversos órgãos administrativos estaduais e municipais para outros locais. Ao mesmo tempo a área central começou a se despovoar de residentes e do comércio de luxo, tornando inexorável sua degradação. Segundo Brawers et alii,
"Enquanto a população de Porto Alegre crescia 26% no último quarto do século XX, o Centro perdia um terço de seus habitantes. Quinze mil pessoas debandaram, reduzindo a população da área de 49 mil em 1980 para 34 mil hoje (2006). O bairro apresentou taxa de crescimento negativa de 1,7% ao ano no período de 1991 a 2000. Segundo a Secretaria do Planejamento Municipal, um de cada 10 imóveis do bairro está desocupado.... O Centro é hoje, entre os 78 bairros de Porto Alegre, aquele com maior número de imóveis usados à venda, 8% do total da cidade".
Paralelamente, enquanto as instâncias administrativas procuravam reorganizar o tecido urbano em bases mais objetivas, com a criação em 1981 da Equipe do Patrimônio Histórico e Cultural iniciou-se um processo de estudo e resgate dos bens culturais de propriedade do Município de especial interesse histórico, social e arquitetônico, sistematizando os tombamentos, que haviam iniciado poucos anos antes, em 1979. Também se reconheceu finalmente a existência do "Centro Histórico" como um núcleo urbano de interesse social e cultural específico, propondo-se medidas de conservação e desenvolvimento sustentável. Essa iniciativa teve um marco importante na recuperação da Usina do Gasômetro, transformada em centro cultural em 1991, desencadeando uma mudança na maneira como a população via o Centro Histórico. Entretanto, os problemas não foram resolvidos de pronto. Escrevendo em 2006, o jornalista Luiz Carlos Vaz ainda lamentava o estado de abandono em que a região caíra:
"Pensava-se que a humanização se faria presente quando foram implantados os calçadões. A idéia era que, restringindo-se a circulação de carros, as pessoas poderiam se movimentar com mais facilidade e que, até mesmo, os comerciantes experimentariam dias melhores. Mas esses foram se retraindo à medida que se desvirtuavam as intenções do poder público. Ambulantes, desocupados e a bandidagem tomaram as ruas principais, afugentando, por óbvio, qualquer empreendimento, especialmente no ramo de alimentação e lazer. Há anos que as administrações prometem intervir no Centro, mas tudo segue piorando. Os calçadões estão virados em colchas de retalhos, consequência de sucessivas obras subterrâneas. Sujeira se acumula em calçadas encardidas e, por vezes, repugnantes, em que pese o trabalho do DMLU. Igualmente vergonhosa é a situação das avenidas Borges de Medeiros e Salgado Filho e da Praça XV, cujo entorno é outro caos permanente".

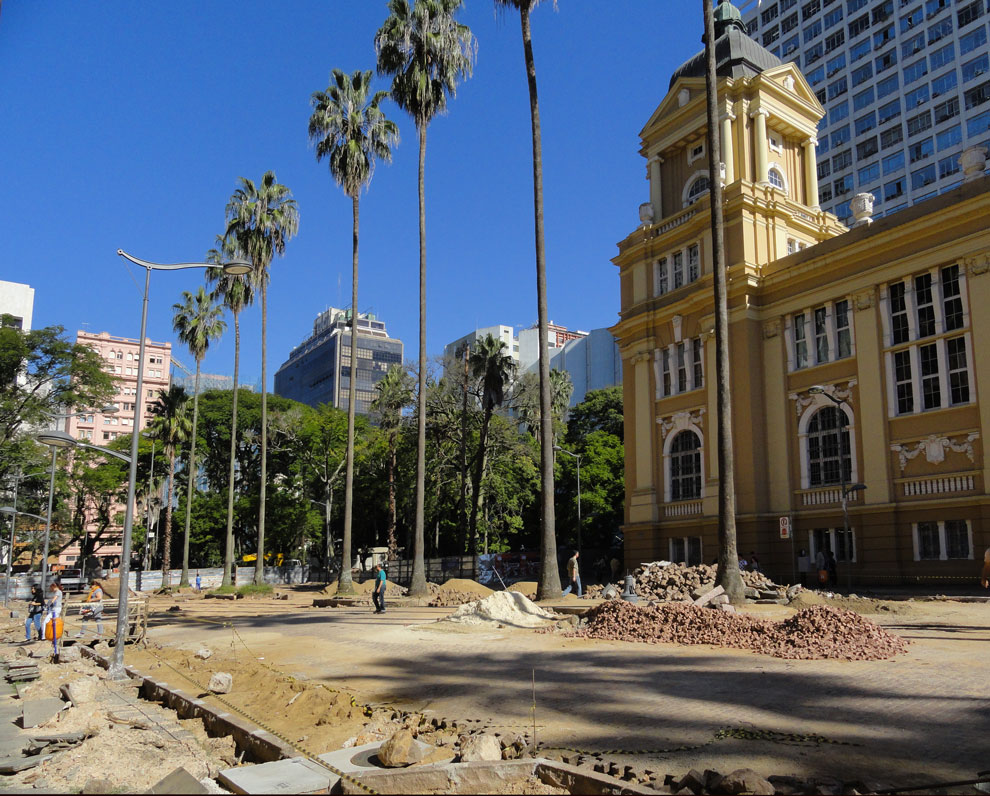
Obras de revitalização da Praça da Alfândega e Avenida Sepúlveda, 2010

Em 2009, na tentativa de pacificar a questão dos camelôs, a prefeitura inaugurou um grande camelódromo com espaços alugados aos comerciantes. O projeto, porém, de 19 mil m², chamado Centro Popular de Compras, se revelou polêmico, recebendo críticas e elogios. Por outro lado, o desafogo de comerciantes do coração do Centro Histórico propiciou a reorganização da tradicional Praça XV, incluindo o restauro e ampliação do seu famoso Chalé. Outros programas foram implementados pela Prefeitura a fim de revitalizar o Centro Histórico. O Programa de Arrendamento Residencial (PAR), integrante do Programa de Reabilitação de Áreas Urbanas Centrais conduzido pelo Ministério das Cidades, e em parceria com o Departamento Municipal de Habitação e a Caixa Econômica Federal, busca diminuir o déficit habitacional através da compra de imóveis prontos, ociosos ou em construção, incentivando a ocupação residencial do Centro. Outro é o Programa Monumenta, coordenado pelo Ministério da Cultura em parceria com o Conselho do Patrimônio Histórico e Cultural, que identificou grande número de edificações e espaços de interesse histórico e cultural no bairro e tem feito grandes investimentos para sua recuperação. Também está sendo desenvolvido o Projeto Viva o Centro, um plano de governança solidária da área central da cidade buscando tornar o Centro um bairro de oportunidades para todos, organizando-se em três diretrizes básicas: qualificação do espaço urbano, valorização da imagem pública do Centro e fortalecimento de sua dinâmica funcional.
Já o projeto Viva o Centro a Pé, promovido pela Coordenação da Memória Cultural do município, há mais de dez anos oferece roteiros turísticos guiados por professores e especialistas em história e patrimônio, visitando prédios e logradouros históricos. Para Cardoso & Carvalho, "o fascínio do Centro Histórico se constitui num espaço de encantamento, propiciando uma ponte entre o passado e o presente,  despertando a população para a valorização de sua memória coletiva, onde ações simbólicas nos conduzem para a magia de épocas não vividas, trazidas até nós através do elo entre a memória ancestral e o cotidiano atual", e os projetos de conservação e divulgação desenvolvidos por instâncias municipais, estaduais e federais têm como objetivo "tornar acessível aos diferentes tipos de visitantes a história, a cultura, o patrimônio material e imaterial, despertar o interesse em conhecer, explorar e refletir sobre o significado do local, por meio da evidenciação de detalhes, pistas e relações".
Essas iniciativas trouxeram resultados positivos. Segundo dados da Prefeitura, a tendência recente da população é aumentar: entre 2000 e 2010 passou-se de 36.862 para 39.154 moradores, habitando 17.254 domicílios. Uma pesquisa de opinião indicou em 2006 que embora a população ainda tivesse certas ressalvas a respeito da segurança, higiene e outras questões, o tema do Centro Histórico despertava grande engajamento nos entrevistados em respostas entusiasmadas e cheias de variados comentários espontâneos, principalmente sobre a rica história do local. Em fevereiro de 2011 o jornal Zero Hora publicou uma matéria sobre a volta do Centro como um local atraente para residir e empreender. Conforme a notícia, isso se deve, sobretudo, aos grandes investimentos em restaurações de prédios e ao maior controle do comércio informal. Para os novos moradores, muitos deles designers, arquitetos, publicitários e artistas interessados em apartamentos que lembram o glamour dos anos 40 e 50, o Centro voltou a ficar elegante como no passado. Em 2021 a Câmara Municipal aprovou o projeto de criação do Polo Histórico, Cultural, Turístico, Gastronômico e de Lazer do Centro Histórico, objetivando "o resgate econômico por meio da concessão de incentivos de caráter fiscal aos estabelecimentos comerciais localizados no bairro", prevendo a valorização do patrimônio arquitetônico, do turismo, do convívio social, entretenimento e lazer.

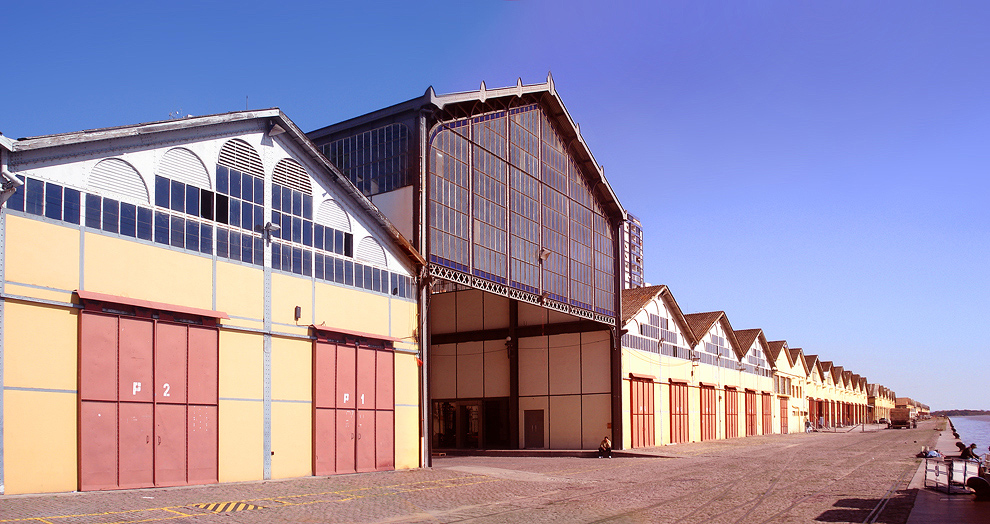
O Cais Mauá, centro de uma controvérsia sobre sua revitalização

Não obstante os avanços, permanece aceso o debate sobre a real vocação do Centro Histórico e sobre quais os melhores meios de mantê-lo funcional, íntegro, inclusivo e atraente. Entre os problemas ainda não resolvidos estão o congestionamento do tráfego e a descaracterização histórica, e há críticas sobre os critérios de revitalização e ocupação de certas áreas, falta de segurança e higiene. Para o professor Paulo Roberto Rodrigues Soares, "entre as diversas discussões sobre o futuro de Porto Alegre, uma das questões mais importantes é a do Centro Histórico, especialmente da sua recuperação como espaço público de convivência e interação social de toda a cidade e região metropolitana. O debate é complexo e tem espaço para o mais variado tipo de propostas e opiniões, inclusive algumas que, mesmo reproduzindo argumentos já desgastados e do senso comum, ainda ganham eco nos meios de comunicação". Em 2022 a Prefeitura foi autuada pelo IPHAN por "conduta e atividade lesiva ao patrimônio cultural edificado", por ter asfaltado parte da Rua da Praia revestida de antigos paralelepípedos. O Cais Mauá há anos está no centro de uma grande controvérsia sobre seu projeto de revitalização. A área é tombada mas foi concedida a um grupo privado para desenvolvimento, mas o contrato foi terminado pelo governo depois de dez anos sem avanços. O diálogo entre o poder público e a sociedade também não têm sido produtivo e o projeto tem sido muito criticado por um grande grupo de especialistas, estudantes e professores da UFRGS, o Instituto dos Arquitetos do Brasil seção RS, o Observatório das Metrópoles, parlamentares da Assembleia Legislativa e da Câmara de Vereadores e outros ativistas do patrimônio, que defendem uma proposta de revitalização com foco na preservação da sua função pública e cultural, contra a especulação imobiliária e comercial, a elitização, gentrificação e fragmentação urbana.

## Marcos

### Praça da Matriz e entorno

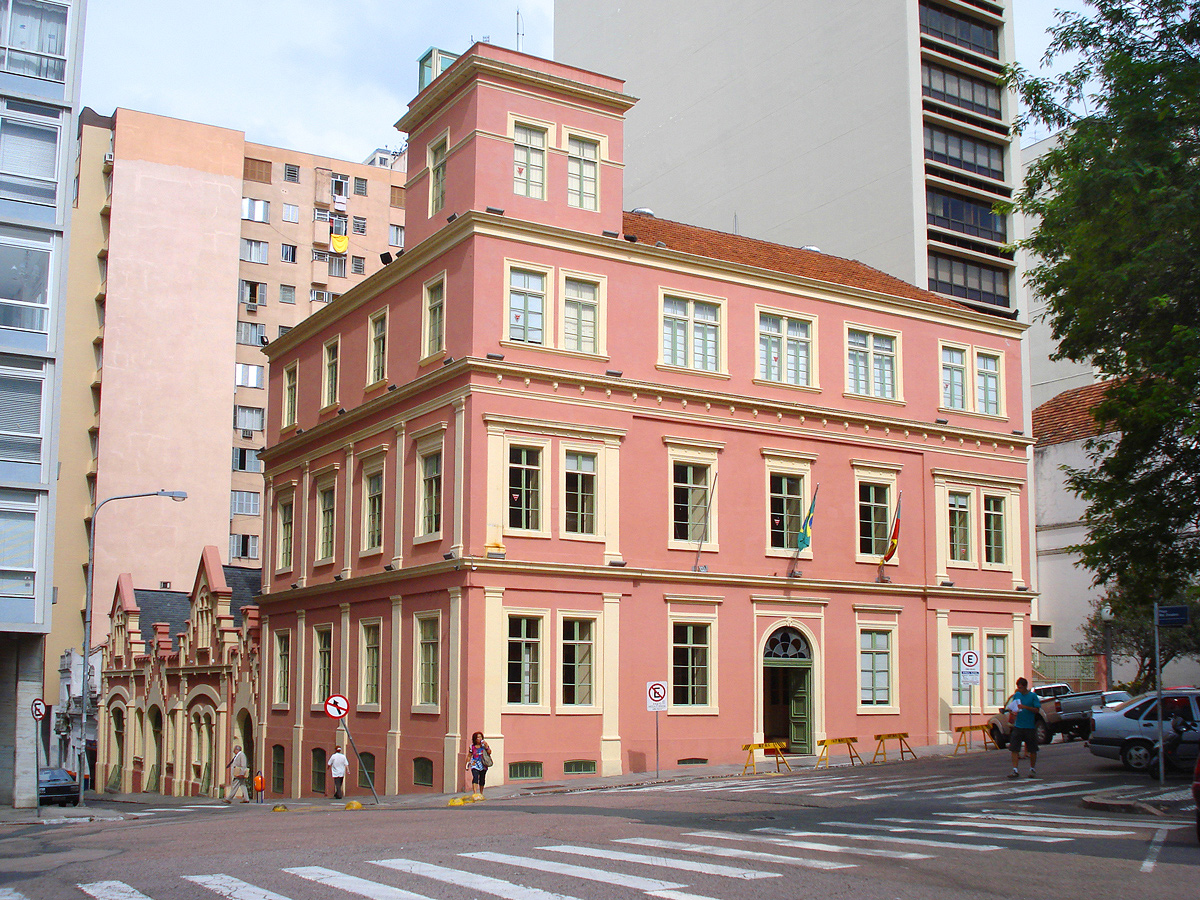
Palácio do Ministério Público

Theatro São Pedro

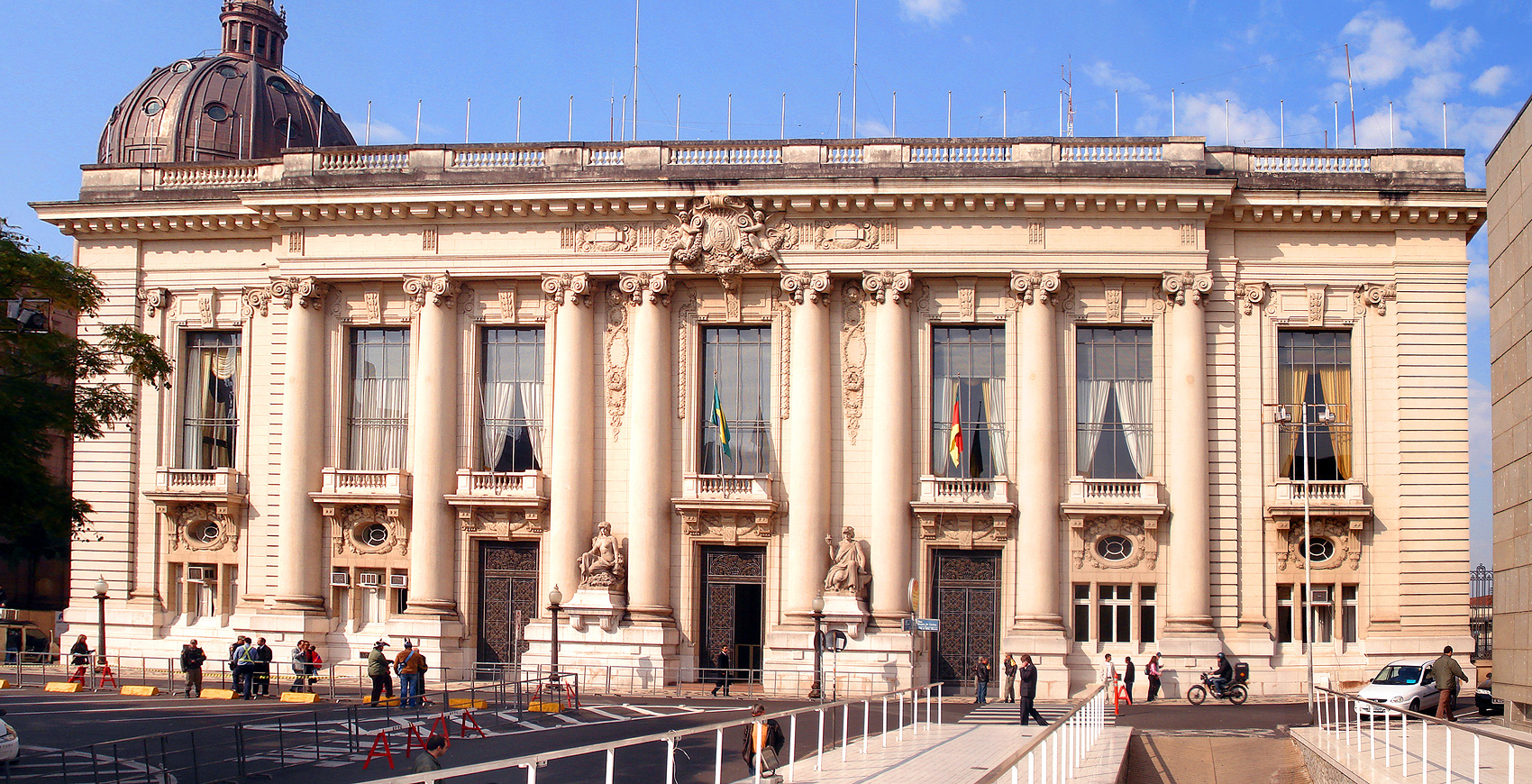
Palácio Piratini

A Praça da Matriz, cujo nome oficial é Praça Marechal Deodoro, foi um dos primeiros logradouros públicos a serem estabelecidos em Porto Alegre e logo se tornou o principal centro político, religioso e cultural da cidade, mas sua configuração original foi muito transformada. Antigamente possuiu os mais antigos monumentos públicos da cidade, o Chafariz do Imperador, de 1866, com estátuas em mármore alegóricas dos grandes rios que formam o lago Guaíba, hoje instaladas na Hidráulica Moinhos de Vento, e o monumento ao Conde de Porto Alegre, de 1885, hoje na praça homônima. Destaca-se na praça o imponente Monumento a Júlio de Castilhos, de Décio Villares, com várias esculturas em bronze. A praça e seu entorno são patrimônio nacional. Em seu entorno existem importantes edifícios, destacando-se:
- Catedral Metropolitana de Porto Alegre, construção neoclássica erguida a partir de 1921 para substituir a Antiga Matriz do século XVIII, continuando em obras até 1986. Impressiona pela sua monumentalidade e atrai o olhar pela originalidade de soluções plásticas na fachada.[44] Foi tombada pelo município junto com o prédio da Cúria Metropolitana, que fica trás.
- Cúria Metropolitana de Porto Alegre (Rua do Espírito Santo 95), antigo Seminário Episcopal e hoje sede administrativa da Arquidiocese de Porto Alegre, é um grande palacete neoclássico construído entre 1865 e 1888. No dizer de Athos Damasceno, é o mais importante monumento da cidade.[45][46]
- Casa da Junta (Rua Duque de Caxias, nº 1029), erguida em 1790, é o mais antigo remanescente edificado da época da fundação da cidade. Abrigou originalmente a Junta de Administração e Arrecadação da Real Fazenda, e entre 1835 e 1967 serviu como sede da Assembleia Legislativa. Em 1981 foi tombada pelo Instituto do Patrimônio Histórico e Artístico do Estado (IPHAE) e hoje ali funciona o Memorial do Legislativo.[47]
- Palácio do Ministério Público, sede de um museu e centro cultural, é um dos mais antigos edifícios públicos de Porto Alegre, foi por algum tempo o palácio do governo, antes do Palácio Piratini ficar pronto. É tombado pelo IPHAE.[48]
- Palácio Piratini, sede do governo estadual, um suntuoso palácio em estilo eclético que substituiu o antigo Palácio de Barro, desde 1986 tombado como IPHAE e desde 2000 tombado pelo Instituto do Patrimônio Histórico e Artístico Nacional (IPHAN).[49]
- Theatro São Pedro, construção neoclássica inaugurada em 1858, foi considerado por todos os viajantes do século XIX como digno de qualquer capital europeia. Depois de brilhante carreira até meados do século XX, recebendo companhias de ópera e teatro e músicos de renome internacional, caiu em abandono e esteve prestes a ser demolido nos anos 70 em vista de seu péssimo estado de conservação. Restaurado, hoje é um dos teatros mais celebrados do Brasil.[50] É tombado pelo IPHAE[51] e pelo IPHAN.[52]
- Museu Júlio de Castilhos (Rua Duque de Caxias, números 1231 e 1205), ocupando dois casarões, sendo um ex-residência de Júlio de Castilhos, é o mais antigo museu do estado. Os prédios são tombados pelo IPHAE e seu acervo, tombado pelo IPHAN, reúne objetos de valor histórico, artístico, etnográfico e arqueológico, a maioria relacionada à história do Rio Grande do Sul. Suas seções da Guerra dos Farrapos e da Guerra do Paraguai são especialmente ricas. O museu também preserva importantes exemplos de esculturas feitas nas reduções indígenas por jesuítas e índios.[53]
- Solar dos Câmara (Rua Duque de Caxias, nº 968), construído entre 1818 e 1824 como residência de José Feliciano Fernandes Pinheiro, mais tarde nobilitado como Visconde de São Leopoldo. Foi residência também do Visconde de Pelotas e de seu neto Armando Pereira da Câmara. É o mais antigo prédio residencial da cidade, com espaços requintados em seu interior, tendo sido tombado pelo IPHAN em 1963. Hoje funciona como um centro cultural sob a administração da Assembleia Legislativa.[54]
- Arquivo Público do Estado do Rio Grande do Sul (Rua Riachuelo, nº 1031), criado em 8 de março de 1906 e funcionando em um prédio tombado pelo IPHAE, o Arquivo Público mantém o maior acervo documental do estado, com cerca de 18 milhões de itens, e é de importância fundamental para o resgate e divulgação da história gaúcha, atendendo a pedidos de consulta de qualquer cidadão, de pesquisadores e de outros órgãos do governo.[55]
- Biblioteca Pública do Estado (Rua Riachuelo, n.° 1190), criada em 1871, abriga um vasto acervo bibliográfico, com uma significativa seção de obras raras. Em 2000 seu prédio, de arquitetura influenciada pelo Positivismo, foi tombado pelo IPHAN.[56]
- Solar Palmeiro, exemplo típico das edificações da elite abastada do início do século XX, com rica ornamentação de fachada e um aspecto elegante.[57]
- Palácio Farroupilha, sede da Assembleia Legislativa, é um prédio modernista erguido nos anos 50, sendo um dos melhores exemplos deste estilo na cidade.

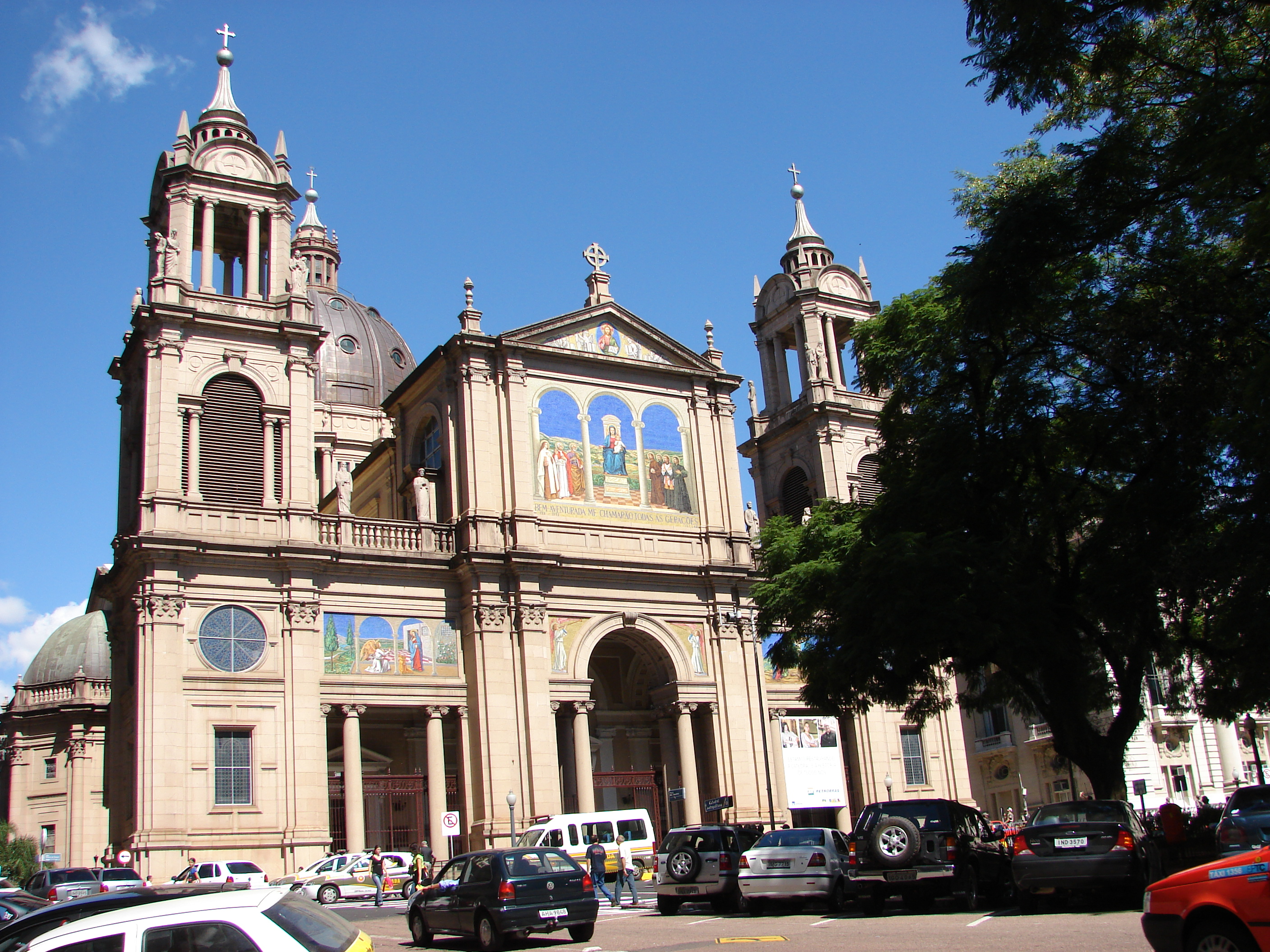
Catedral Metropolitana
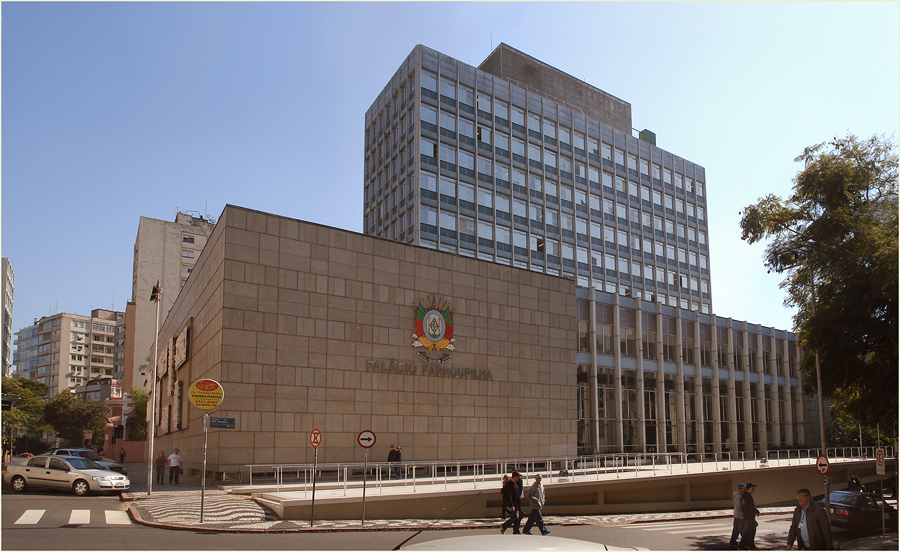
Palácio Farroupilha
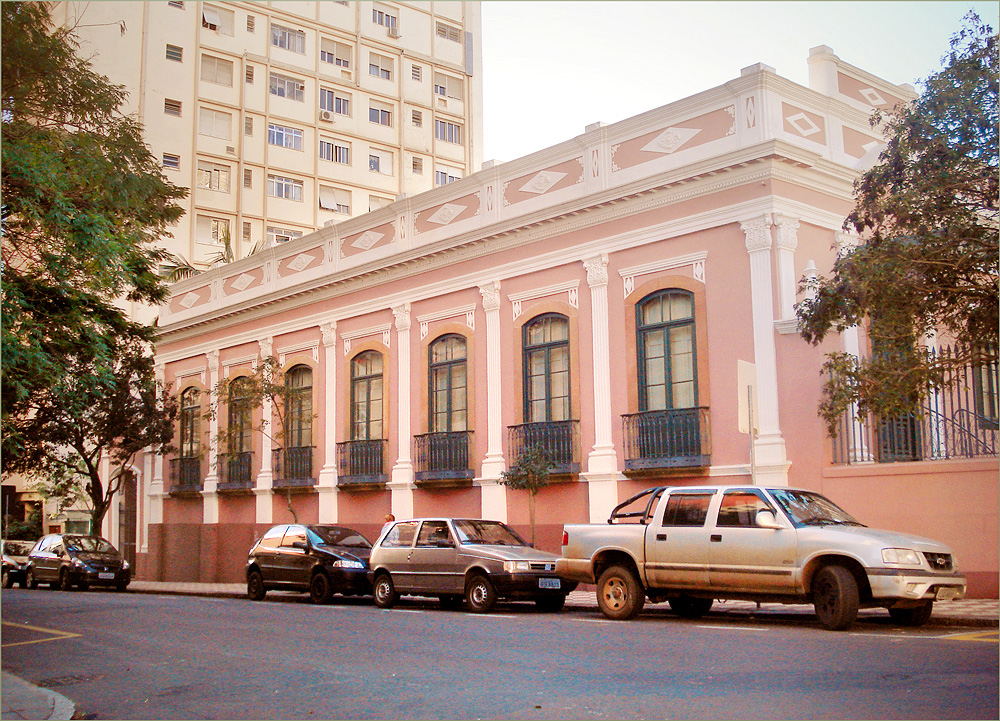
Solar dos Câmara
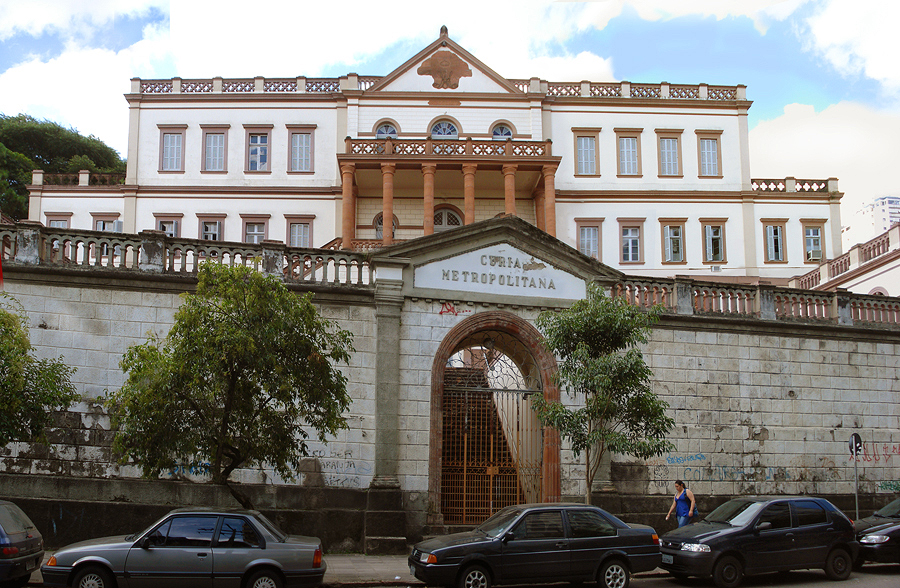
Cúria Metropolitana de Porto Alegre
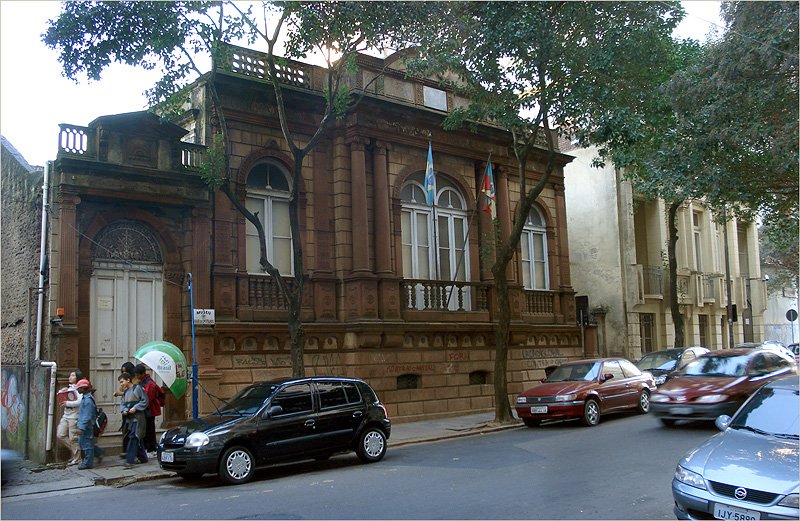
Museu Júlio de Castilhos
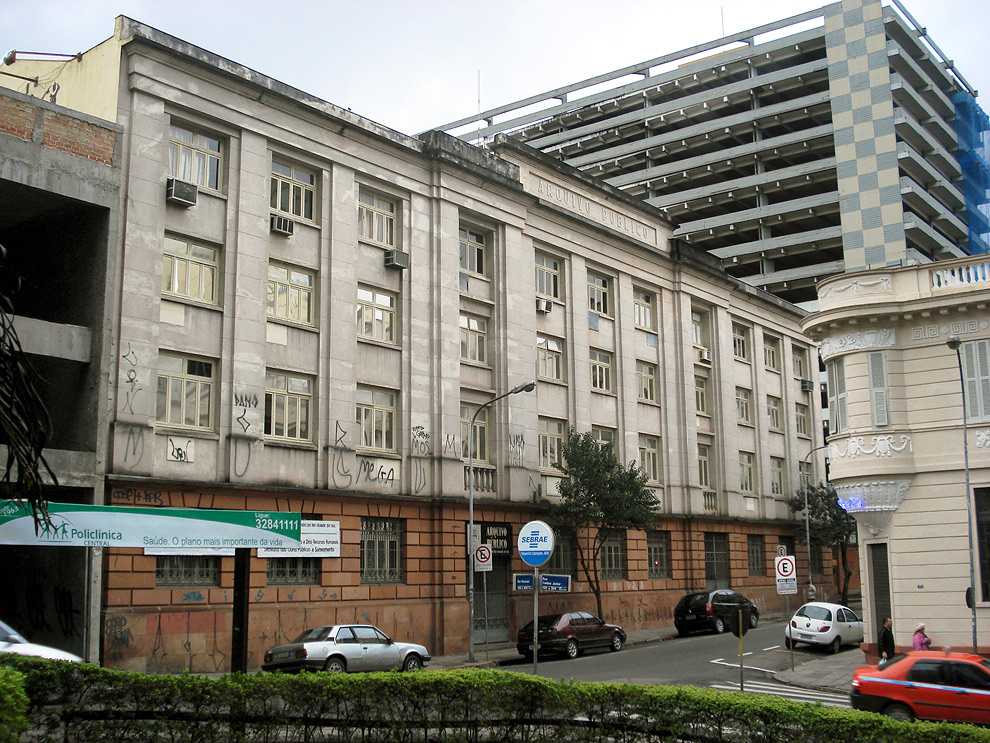
Arquivo Público
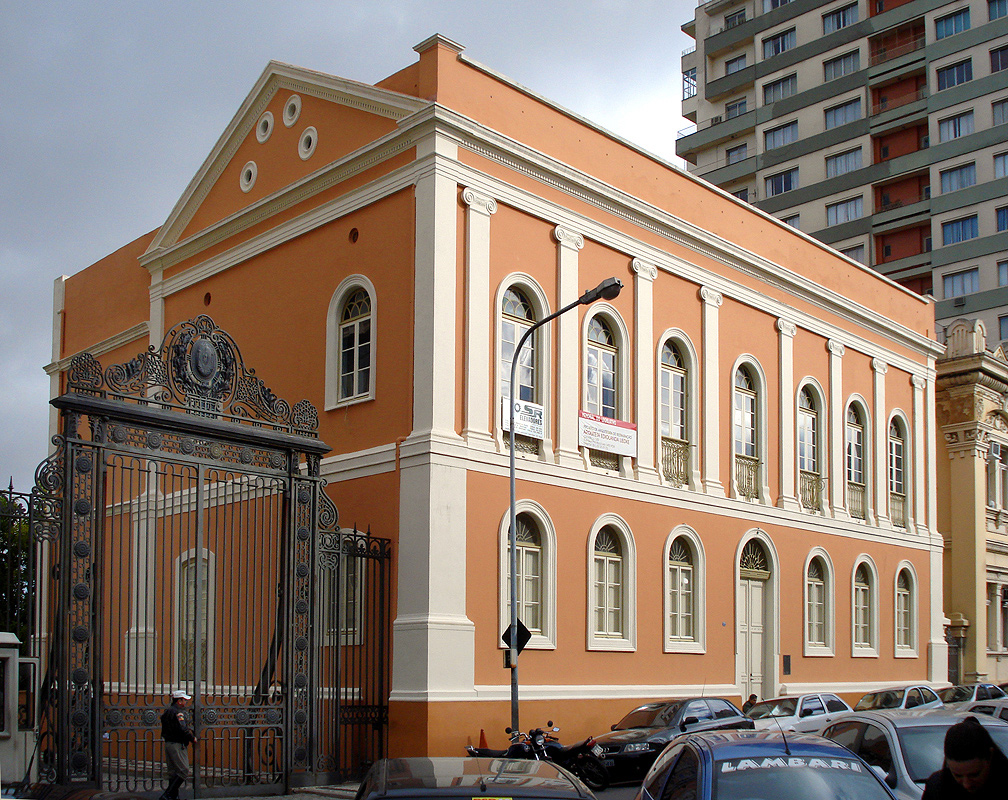
Casa da Junta
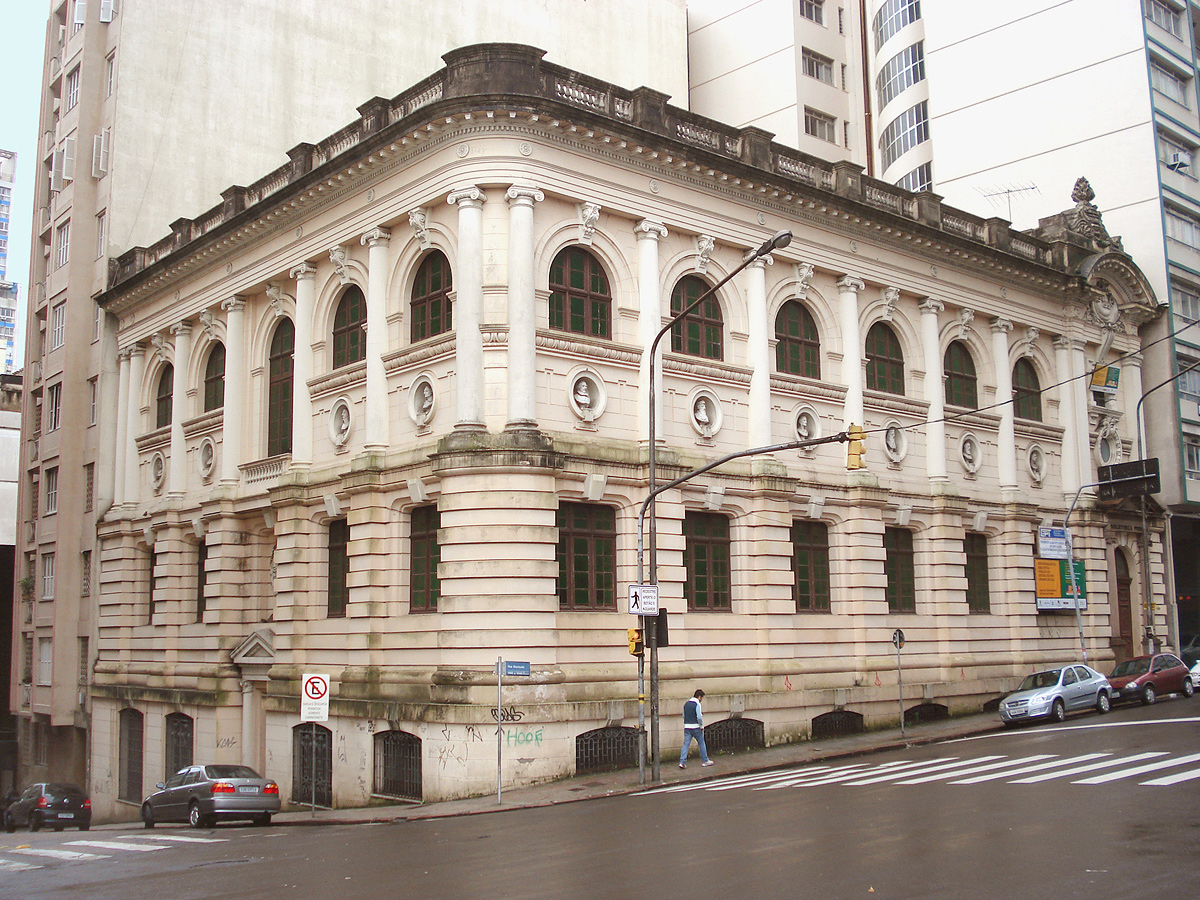
Biblioteca Pública

### Praça da Alfândega e entorno
A Praça da Alfândega, datada de fins do século XVIII, surgiu no local onde era o antigo porto fluvial da cidade. A praça é uma das mais tradicionais da cidade, e possui diversos monumentos e esculturas em seus recantos. Tombada em nível nacional e estadual junto com o seu entorno e incluída no Programa Monumenta, foi reformada para readquirir as características que possuía no início do século XX. Em seu entorno se agrupam diversos prédios históricos importantes, destacando-se:  

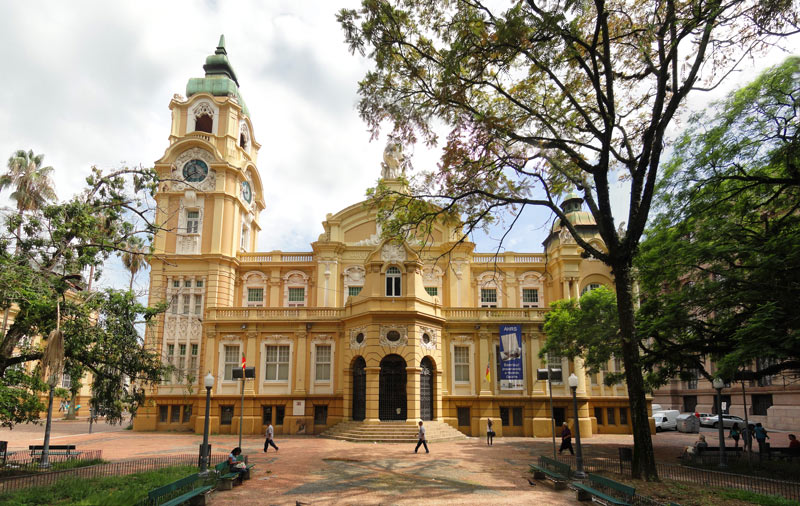
Memorial do Rio Grande do Sul

- Museu de Arte do Rio Grande do Sul (Praça da Alfândega, s/n.°), é um dos museus de arte mais importantes do Brasil. Seu acervo possui mais de 5 mil obras, com predominância da arte gaúcha da segunda metade do século XX, embora a arte nacional e estrangeira também estejam presentes. Seu prédio foi tombado em nível nacional e estadual.[61]
- Memorial do Rio Grande do Sul (Rua Sete de Setembro, n.° 1020), é um centro de divulgação da cultura gaúcha, criado em 1996. Ocupa um prédio tombado pelo IPHAN em 1980, que por muito tempo serviu como sede dos Correios e Telégrafos. Reúne objetos, fotos, mapas, livros e outros materiais relativos à história do Rio Grande do Sul.[62]
- Santander Cultural (Rua Sete de Setembro, n.° 1028), mantido pelo Banco Santander, ocupa um prédio de arquitetura eclética com predominância de elementos neoclássicos, tombado estadualmente, e é um dos mais importantes centros de cultura da cidade.[63]
- Prédio da antiga Previdência do Sul, hoje ocupado pelo Banco Safra, é um belo representante do estilo eclético, com uma fachada ricamente decorada com estatuária e relevos.[64]
- Prédio da Inspetoria da Receita Federal, faz parte do importante grupo de edificações históricas localizadas no entorno da Praça da Alfândega, embora se localize na Avenida Sepúlveda. Originalmente serviu como a segunda alfândega da cidade. É um grande edifício eclético inventariado pelo município, que se destaca pelo seu Atlas na fachada.[65][66]
- Edifício Hudson, também lindeiro com a Praça da Alfândega e endereçado na rua Caldas Júnior, é a sede do jornal Correio do Povo, com longa tradição na imprensa gaúcha e nacional.

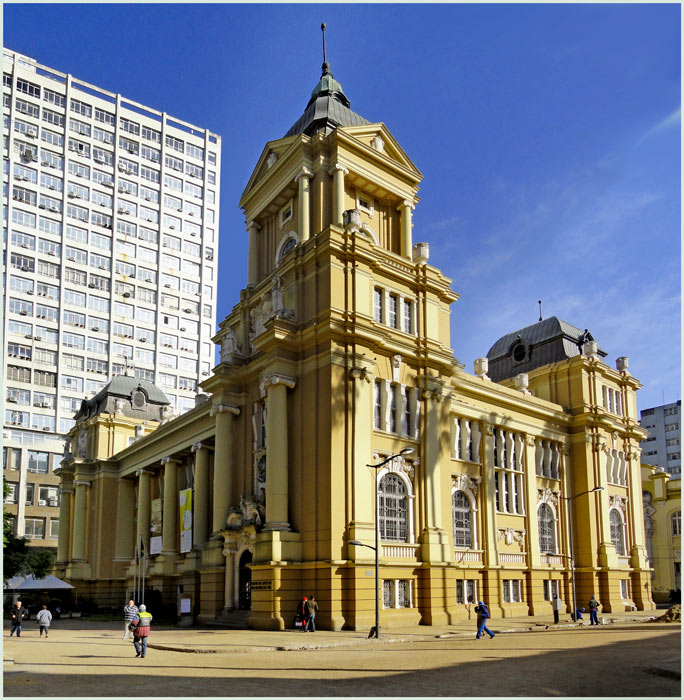
Museu de Arte do Rio Grande do Sul
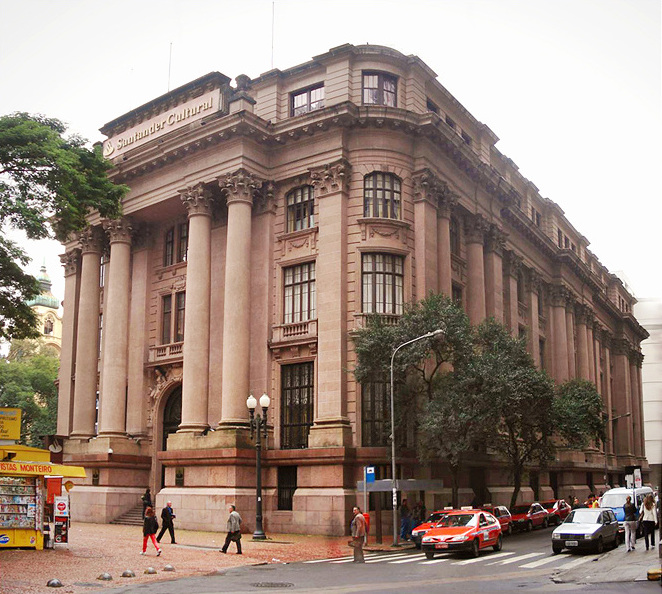
Santander Cultural
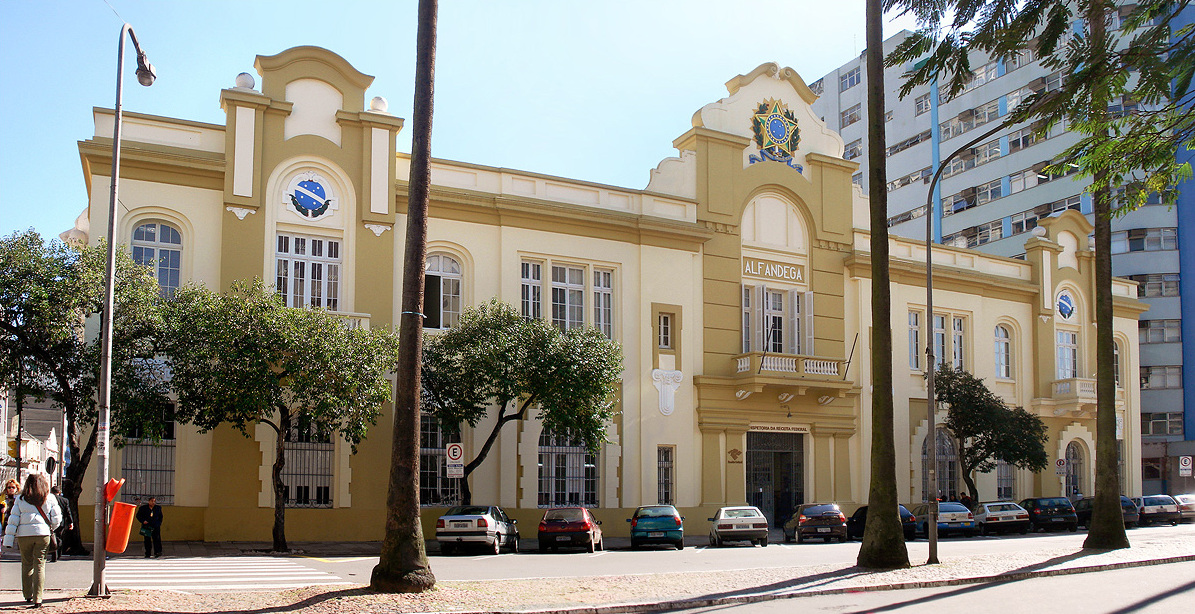
Inspetoria da Receita Federal
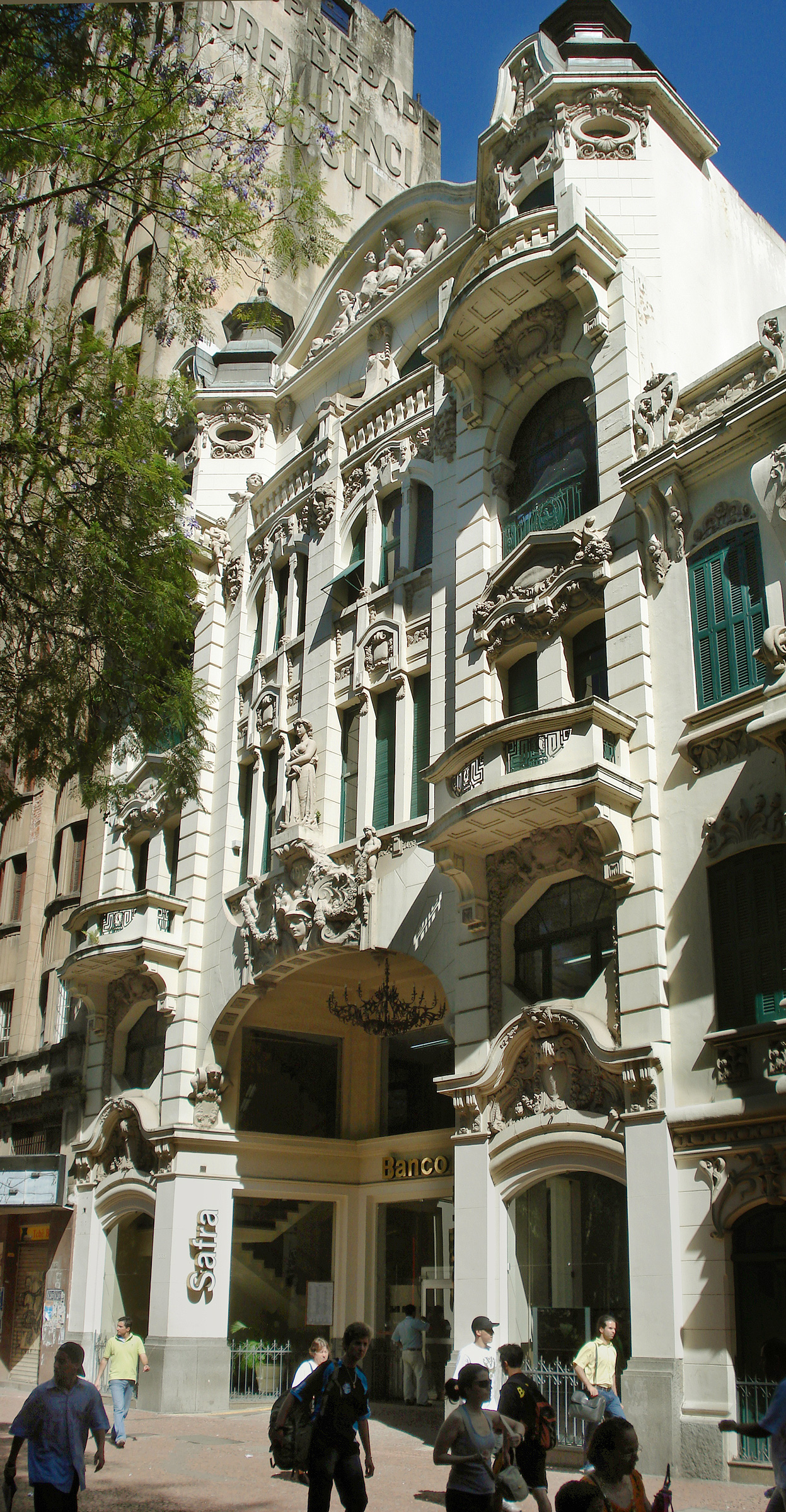
Previdência do Sul

### Paço Municipal e entorno
O Paço Municipal localiza-se na Praça Montevidéu n.° 10, outro logradouro histórico. É chamado também de Paço dos Açorianos ou Prefeitura Velha, foi um dos primeiros edifícios locais a apresentar uma decoração de fachada com influência positivista. Foi tombado pelo município. Tem à sua frente a Fonte Talavera de La Reina, oferta da colônia espanhola em comemoração do centenário da Revolução Farroupilha.

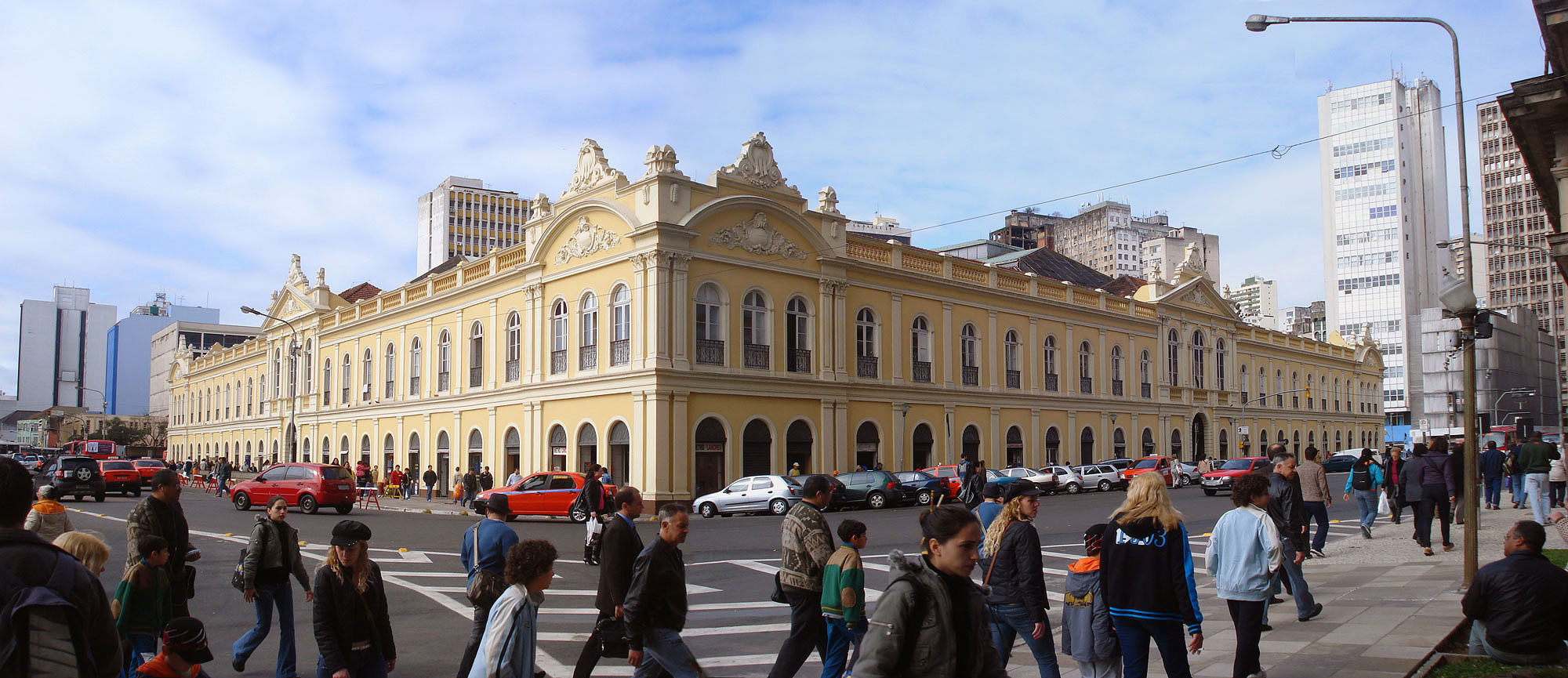
Mercado Público

- Mercado Público (Largo Glênio Peres), criado no século XIX, com o intuito de concentrar o comércio da carne da cidade em um grande local, o Mercado Público teve sua infraestrutura restaurada e modernizada ao longo dos anos, tornando-se um ícone cultural e comercial da capital, sendo tombado pelo município. Contém açougues, peixarias, fruteiras, restaurantes, padarias, lancherias,  cafeterias, livrarias, dentre outros tipos de estabelecimentos.[68]
- A Praça XV de Novembro, uma das mais antigas da cidade, nela está o Chalé da Praça XV, um dos mais tradicionais bares e restaurantes de Porto Alegre. Inaugurado em 1885, como um quiosque para venda de sorvetes, foi reformado em 1909 e 1911, e novamente em 1971, após um incêndio. Foi tombado pelo Patrimônio Histórico Municipal, mantendo contudo sua função de restaurante. Constitui até os dias de hoje uma área de encontros e lazer bastante frequentada, graças principalmente à sua localização, às árvores a seu redor, à sua culinária saborosa e à música ao vivo. Conta ainda com um cyber café no seu interior.
- Palácio do Comércio, obra de José Lutzenberger, em estilo art déco e inaugurado em 1940, trouxe inovações para a arquitetura civil da cidade.[69]
- Cais do Porto (Avenida Mauá, n.º 1050), administrado pela Superintendência de Portos e Hidrovias (SPH), distribui-se entre os cais Mauá, Navegantes e Marcílio Dias. Além de receber e embarcar insumos e produtos de diversos segmentos, destaca-se como ponto turístico por sua beleza. O O pórtico central e os armazéns A e B do Cais Mauá foram declarados patrimônio histórico nacional em 1983, e o restante do conjunto foi tombado pelo município em 11 de outubro de 1996.[70]

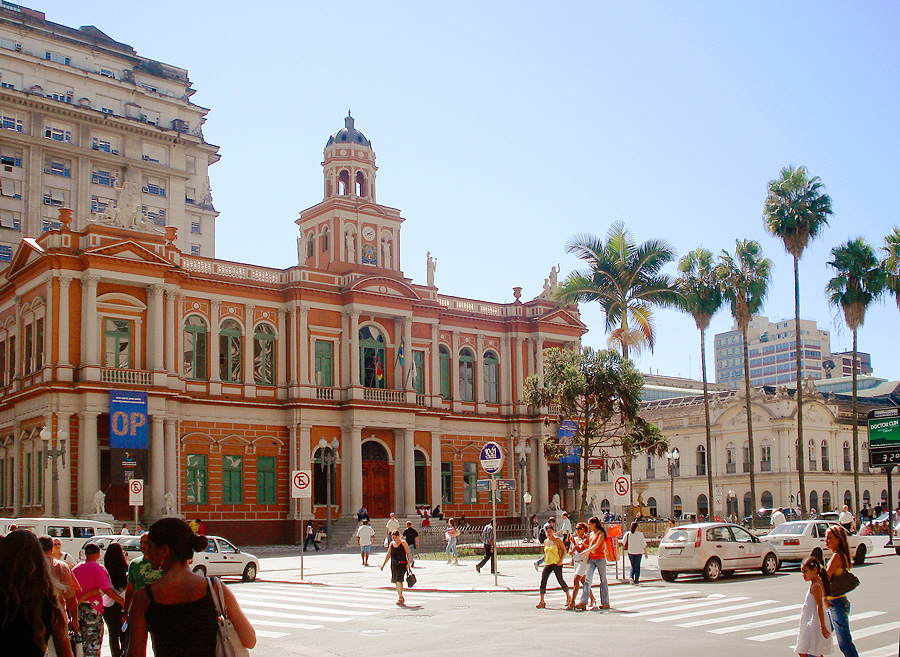
Praça Praça Montevidéu e o Paço Municipal
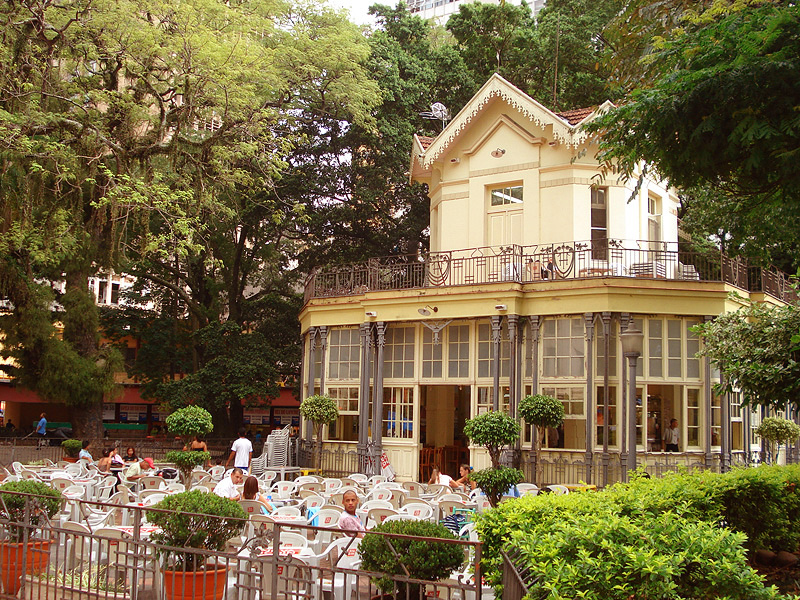
Chalé da Praça XV
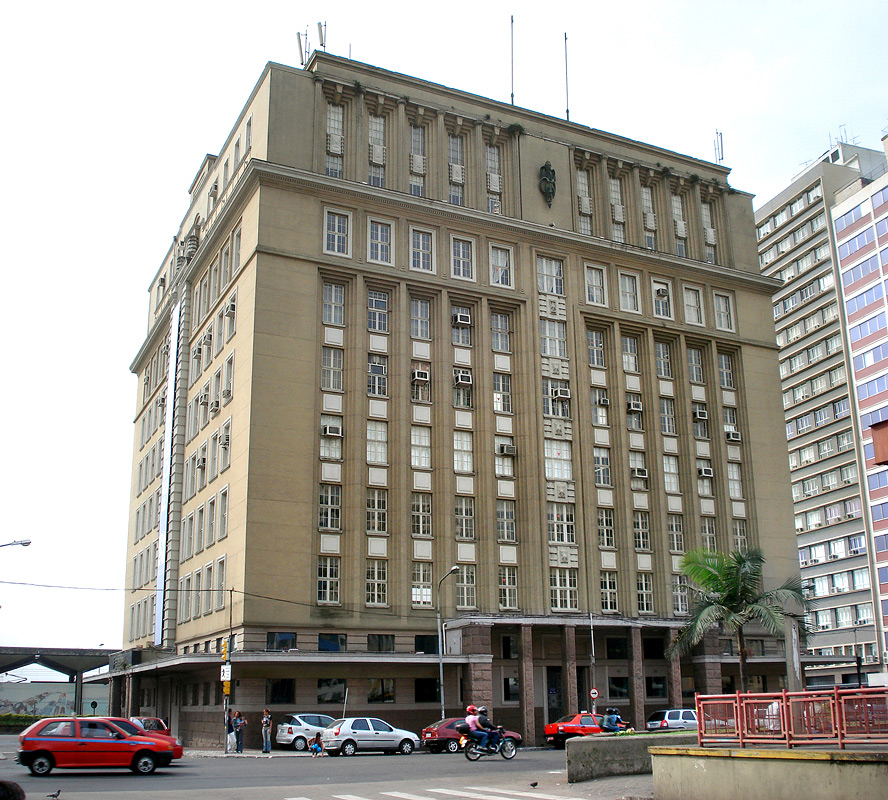
Palácio do Comércio
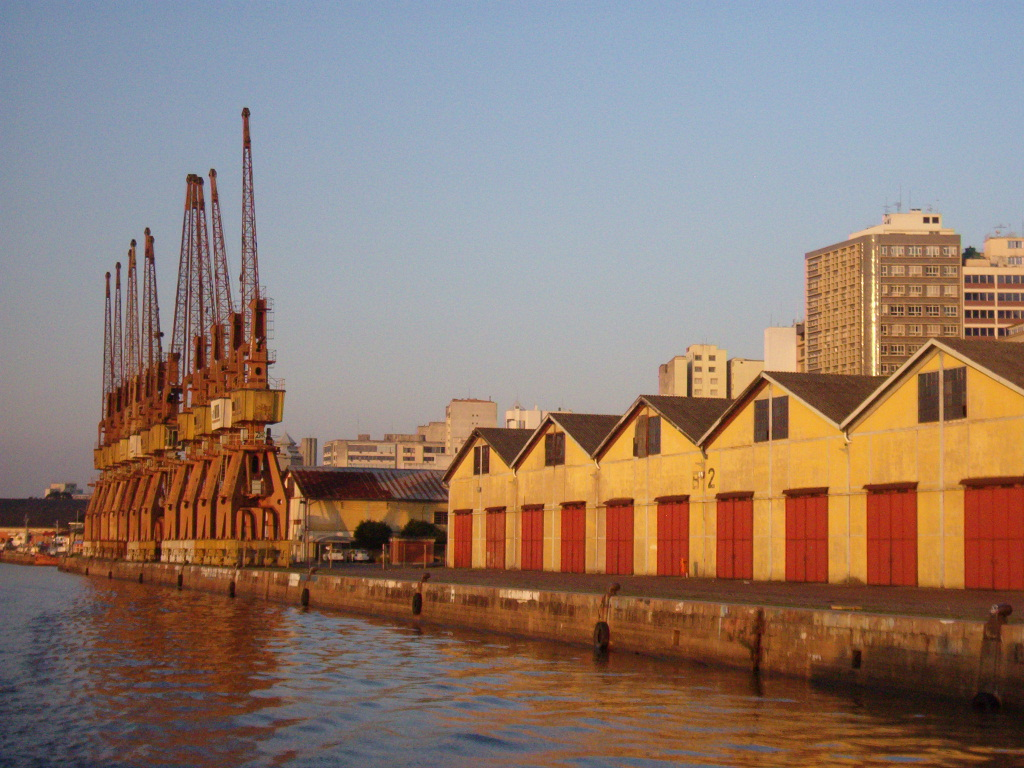
Cais Mauá

### Rua da Praia
Partindo da Santa Casa se estende a Rua dos Andradas, popularmente conhecida como Rua da Praia, via de circulação ainda carregada de folclore e pontilhada de uma série de edificações históricas até chegar à beira do lago Guaíba, onde se encontra a Usina do Gasômetro. Parte de seu calçamento é tombado pela prefeitura.
- Santa Casa de Misericórdia (Rua Prof. Annes Dias, n.° 295), um grande complexo de hospitais de referência na América Latina, cuja história está intimamente ligada à história da cidade. Em 2003, ela comemorou sua presença de dois séculos na assistência à saúde e na pesquisa e no ensino da Medicina no Estado. Está ligada, desde 1961, à prestigiada UFCSPA (Universidade Federal de Ciências da Saúde de Porto Alegre). Anexa à Santa Casa está a Capela Nosso Senhor dos Passos.[72][73] É inventariada pelo município.[66]

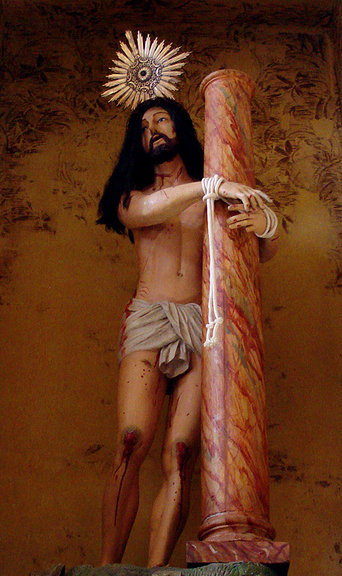
Estatuária barroca na Basílica das Dores

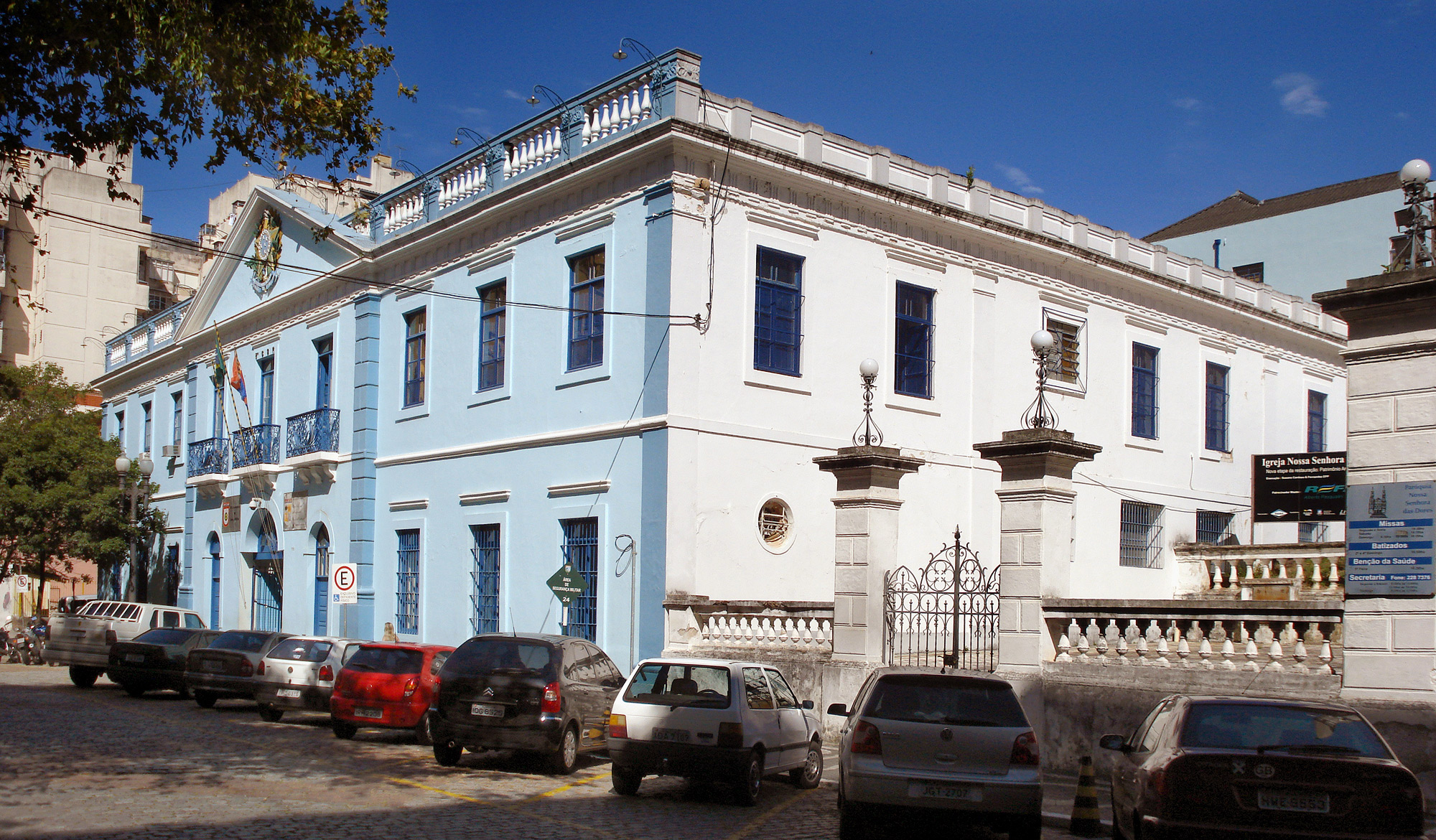
Prédio histórico do Comando Militar do Sul

- Praça Dom Feliciano, diante da Santa Casa e na embocadura da rua da Praia, é uma das mais antigas da cidade, assinalada oficialmente desde 1809, quando foi destinada como ponto de encontro de carreteiros.[74]
- Na rua Senhor dos Passos 248, a poucos metros da rua da Praia, está o Instituto de Artes, a primeira academia de artes do estado, de grande importância para a evolução cultural do Rio Grande do Sul. Ocupa sua segunda sede, um prédio em estilo Déco concluído em 1943, com um auditório de concertos, biblioteca, galeria de exposições e um acervo artístico de grande valor, depositado na Pinacoteca Barão de Santo Ângelo.[75]
- Centro Cultural CEEE Erico Verissimo (Rua dos Andradas, n.° 1223), mantido pela CEEE (Companhia Estadual de Energia Elétrica), este centro cultural é dedicado à memória do escritor Érico Veríssimo, autor de O Tempo e o Vento, e ao Museu da Eletricidade do Rio Grande do Sul. Funciona no antigo prédio "Força e Luz", de 1929,[76] tombado em nível estadual.[59]
- Galeria Chaves (Rua dos Andradas), tradicional galeria comercial de Porto Alegre, seu projeto é do importante arquiteto e escultor Fernando Corona, que também foi professor de uma geração de escultores gaúchos. Nilo de Lucca colaborou no planejamento, e as obras estiveram a cargo da empresa Azevedo, Moura & Gertum, datando de 1936. Seu estilo remete aos palácios renascentistas, e foi tombada pelo Município em 1986.[77]
- Livraria do Globo (Rua dos Andradas nº 268), foi a sede da famosa livraria que em meados do século XX foi uma das mais destacadas casas editoriais do Brasil.[78] É inventariada pelo município.[66]
- Esquina Democrática, formada pelo cruzamento da Avenida Borges de Medeiros com a Rua da Praia, desde o século XIX desempenha uma função social importante na vida da cidade, sendo palco de várias manifestações políticas e culturais notáveis. O espaço se firmou no imaginário popular como uma entidade distinta a partir dos anos 70, e nos anos 80 recebeu seu nome atual. Por sua importância histórica e social a Esquina foi tombada pelo município em 17 de setembro de 1997.[79]
- Museu de Comunicação Social Hipólito José da Costa (Rua dos Andradas, n.° 959), nomeado a partir de Hipólito José da Costa, considerado o "pai da imprensa brasileira", exibe em seu acervo a evolução tecnológica dentro da área de Comunicação Social ao longo do tempo. O prédio é tombado em nível estadual.[59][80]
- Catedral da Santíssima Trindade (Rua dos Andradas, nº 880), concluída em 1903, desde 1949 é a sede da Diocese Meridional da Igreja Episcopal Anglicana do Brasil. De estilo neogótico de influência inglesa, possui importante coro de madeira entalhada em sua capela-mor. Foi tombada pelo município em 1981.[81]
- Casa de Cultura Mario Quintana (Rua dos Andradas, n.° 736), é um grande centro cultural, cujos espaços estão voltados para o cinema, a música, as artes visuais, a dança, o teatro e a literatura. Leva o nome do poeta Mário Quintana (1906-1994), que residiu no prédio, antigamente o hotel Majestic, por muitos anos de sua vida.[82] É tombada em nível estadual.[59]
- Prédios históricos do Comando Militar do Sul (Rua dos Andradas), um grupo de quatro edificações pertencentes ao Comando Militar do Sul, que datam do século XIX e início do século XX, alinhadas ao longo da Rua da Praia. São elas: o prédio da 8ª Circunscrição de Serviço Militar, o antigo Quartel General do Exército, o Museu do Comando Militar do Sul e o Quartel do Comando Geral, onde também funciona o Museu da Brigada Militar, um prédio tombado em nível estadual.[59]
- Basílica Menor de Nossa Senhora das Dores (Rua Riachuelo, n.° 630), construída inicialmente em estilo barroco colonial, teve sua pedra fundamental lançada em 2 de fevereiro de 1807. Sua construção foi morosa e teve o projeto modificado. Foi terminada somente em 1904, quando se finalizou a fachada, já em estilo eclético. É a mais antiga igreja da cidade ainda em existência. É tombada como monumento nacional pelo IPHAN desde 1938.[83]
- Museu do Trabalho (Rua dos Andradas, 230), com um acervo constituído por máquinas, instrumentos de trabalho, fotografias, documentos e outros materiais que retratam a evolução das atividades produtivas no Rio Grande do Sul e seus reflexos na sociedade gaúcha.[84]
- Usina do Gasômetro (Avenida Presidente João Goulart, n.° 551), inaugurada por uma empresa norte-americana em 1928, a antiga usina termoelétrica foi desativa em 1970 e, após um período de deterioração, foi restaurada para se tornar um centro cultural, constituindo hoje um dos cartões postais da cidade.[85] É tombada em nível estadual.[59]

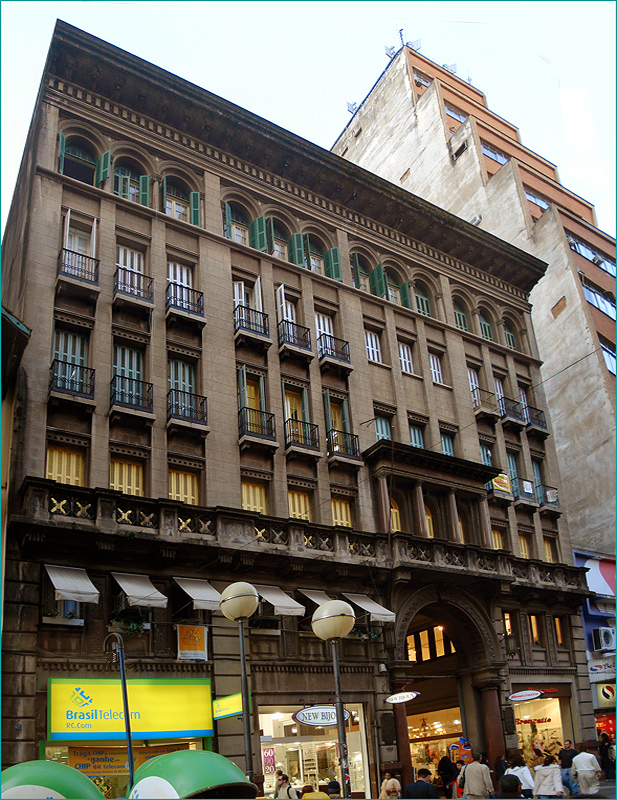
Galeria Chaves
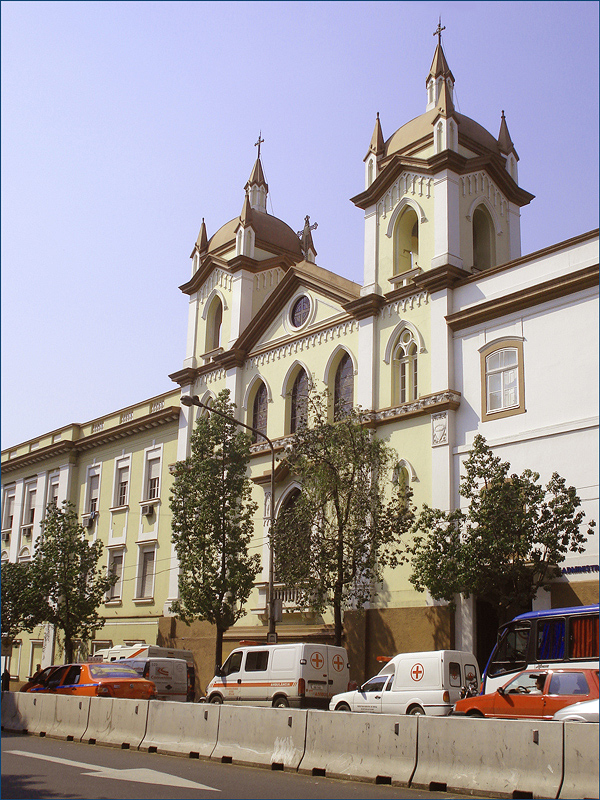
Capela Nosso Senhor dos Passos da Santa Casa
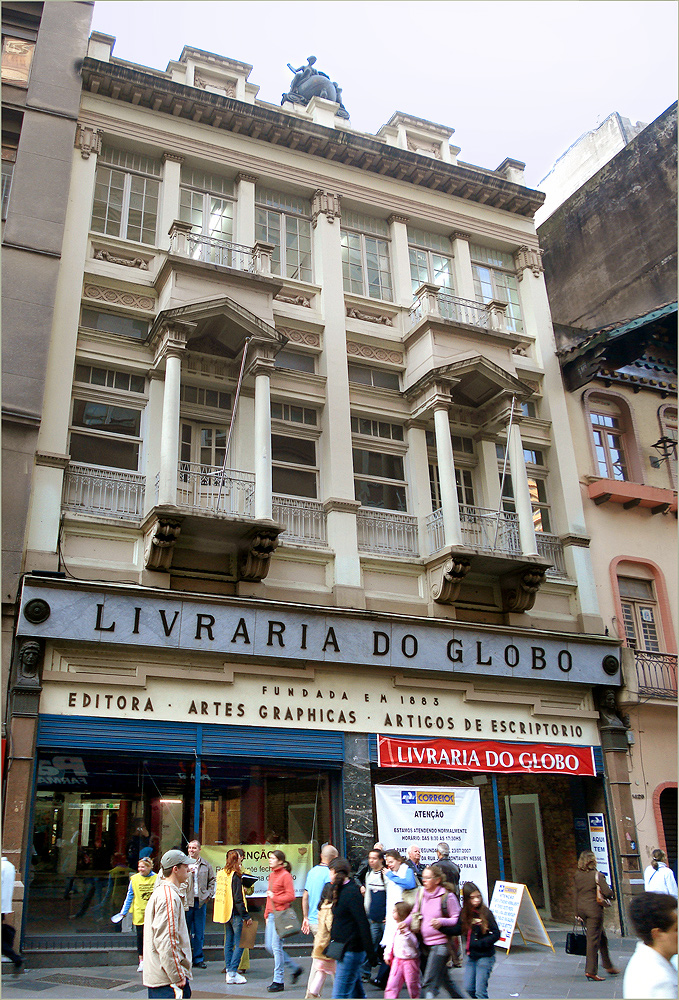
Livraria do Globo
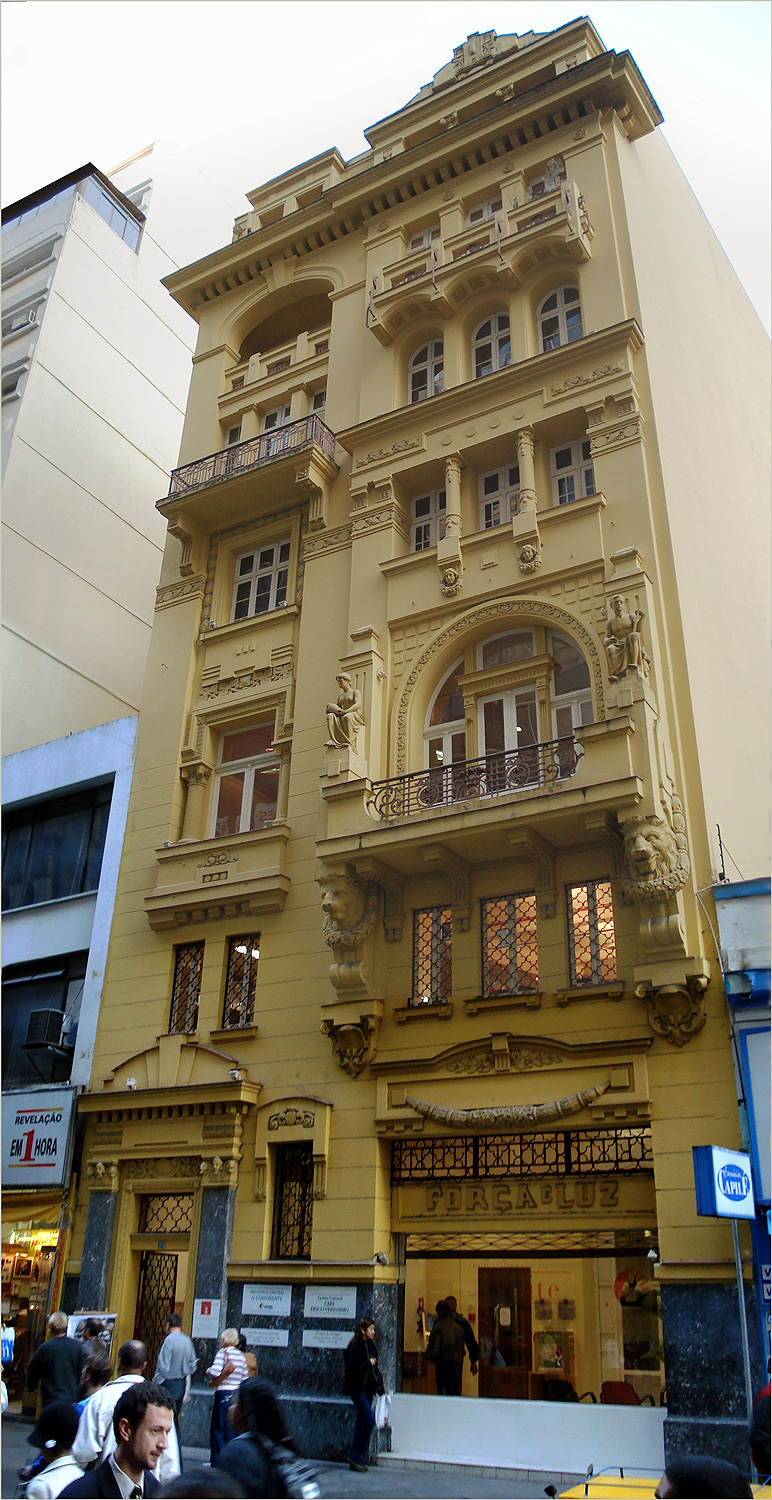
Centro Cultural CEEE Érico Veríssimo
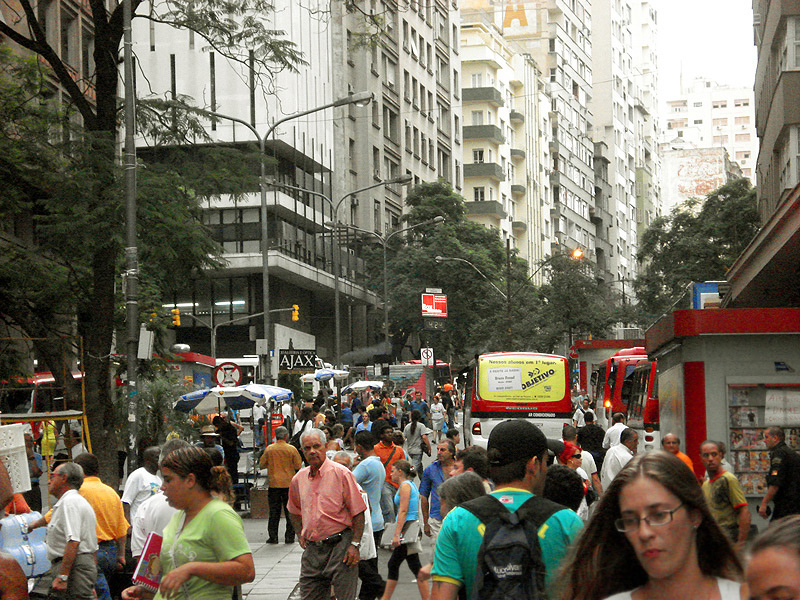
Esquina Democrática
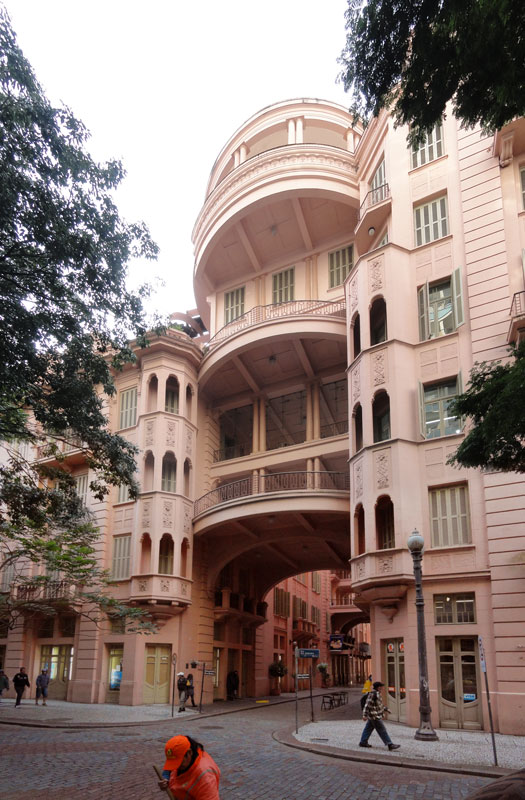
Casa de Cultura Mario Quintana
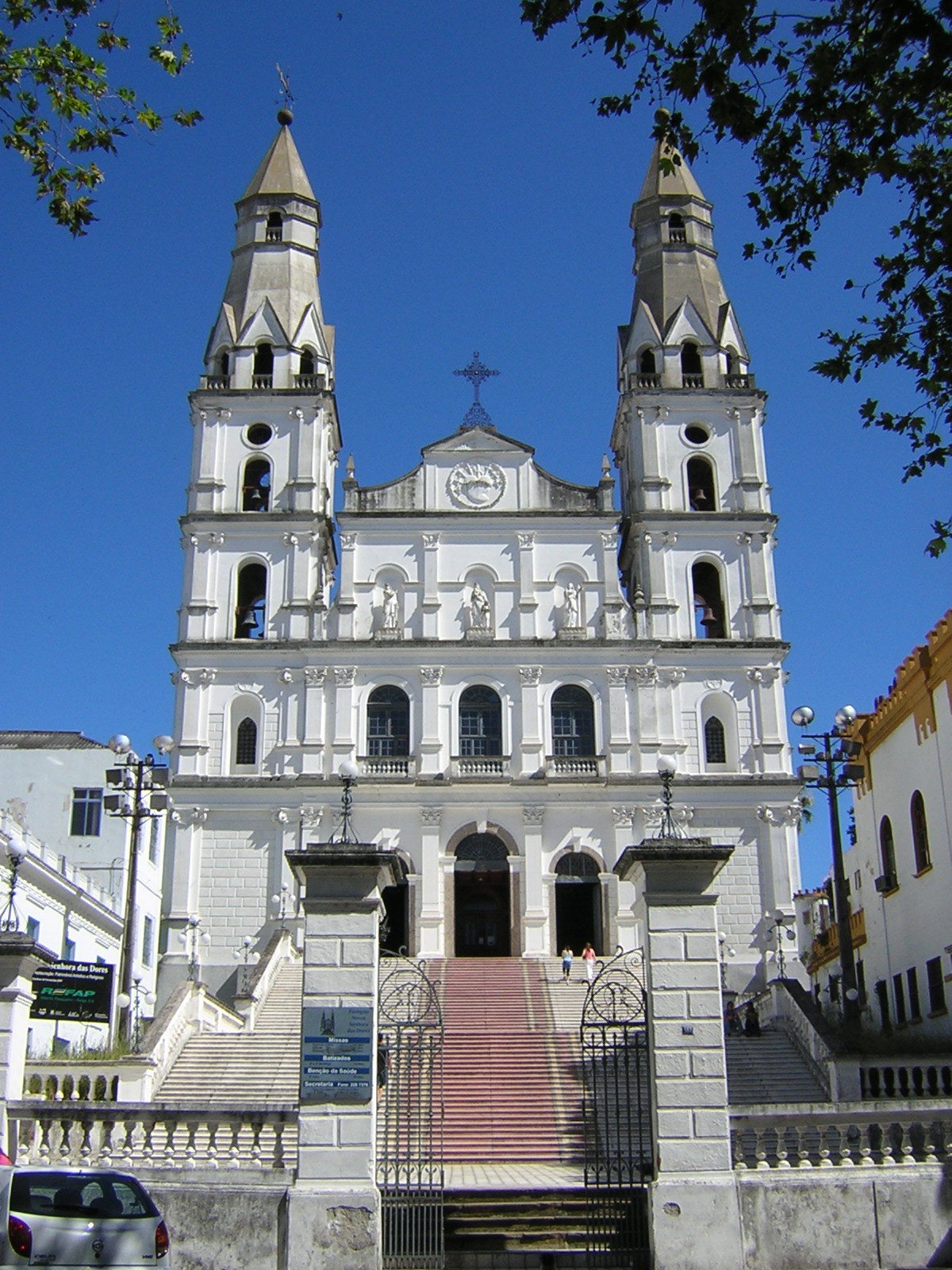
Basílica Menor de Nossa Senhora das Dores
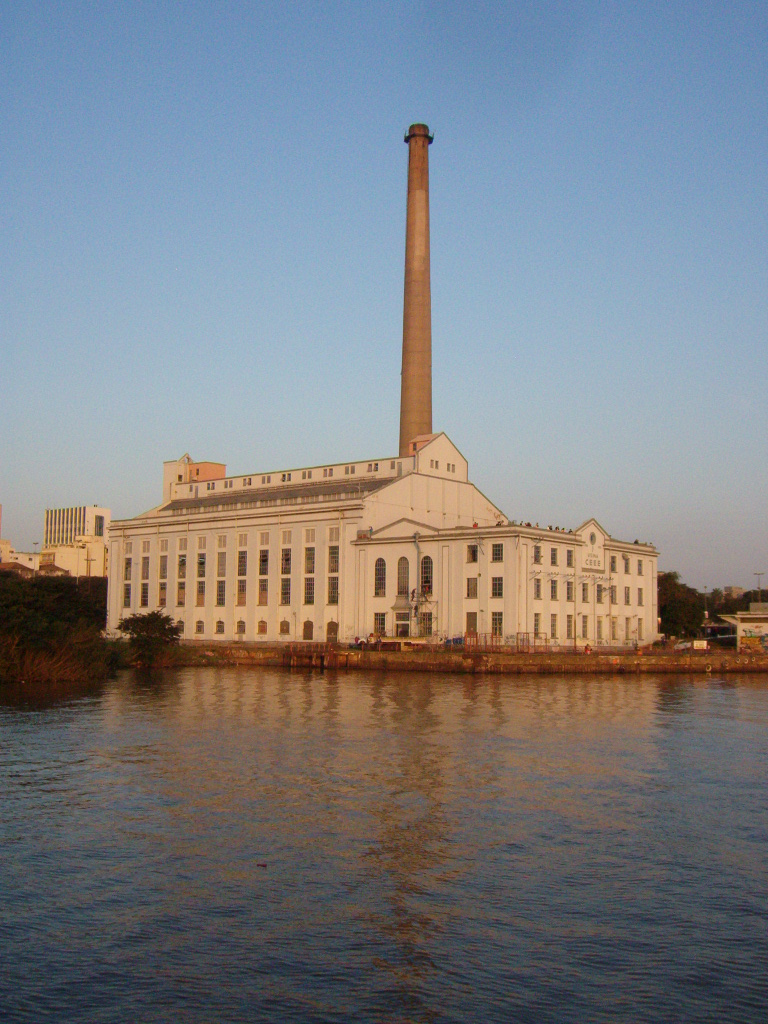
Usina do Gasômetro

### Praça Conde de Porto Alegre e faixa entre as ruas Riachuelo e Duque de Caxias
A Praça Conde de Porto Alegre, uma das mais antigas da cidade, registrada desde 1829, localiza-se onde foi o portão da antiga vila colonial. Localizada entre as ruas Duque de Caxias e Riachuelo, possui um importante memorial ao Conde de Porto Alegre, o primeiro monumento da cidade, que originalmente foi instalado na Praça da Matriz, à frente do palácio do governo. É uma estátua de mármore do herói militar, esculpida em 1885 por Adriano Pittanti auxiliado por Carlo Fossati. No entorno da praça estão edificações de interesse histórico: 

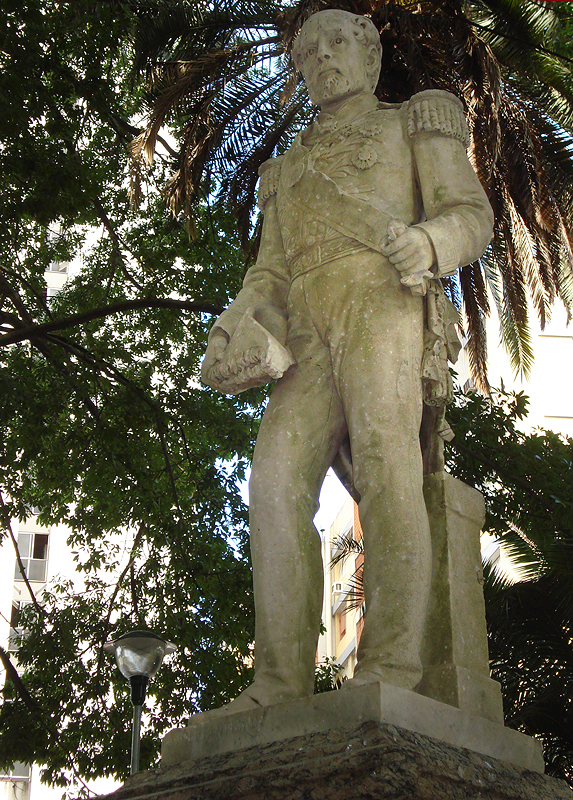
Monumento ao Conde de Porto Alegre

- Confeitaria Rocco, erguida entre 1910 e 1912, pela suntuosidade de seus espaços e excelente atendimento logo se tornou um dos pontos de encontro prediletos da elite porto-alegrense. Tem uma fachada eclética muito ornamental onde se destacam grandes atlantes. Foi tombada pela prefeitura em 1997.

- Casa Parreira Machado, um bom representante da arquitetura residencial sofisticada do início do século XX, com um estilo eclético. Tombada pela prefeitura em 20 de abril de 1990, atualmente é ocupada pela Fundação de Economia e Estatística Siegfried Emanuel Heuser.

- Catedral Metodista de Porto Alegre (Rua Duque de Caxias 1676), é uma edificação neogótica que, embora simples e despojada, se torna rara por ser inspirada na versão norteamericana do estilo e especial por ser o berço do Metodismo no estado.

- Pinacoteca Ruben Berta, instalada em casarão histórico tombado, de 1893, pertencente à família de Ariosto Pinto, típico representante da residência aristocrática, recentemente restaurada e adaptada à função de museu, abrigando uma coleção municipal.[90]
- Edifício Tuyuti,  localizado na esquina da rua Riachuelo com a Caldas Júnior, foi construído em 1925 em estilo eclético, com elementos Art Nouveau. Foi tombado pela prefeitura em 30 de outubro de 1990.[91]
- Solar Riachuelo, na rua Riachuelo 525, foi construído por volta de 1906 como residência de António Francisco Soares. Atualmente, funciona como um centro de eventos. É tombado pela prefeitura.[92]
- Edifício à rua Riachuelo 933, raro remanescente de edificação residencial eclética com vários pisos, permanece em condições praticamente originais. Tem uma rica e delicada decoração na fachada, com sacadas com gradis de ferro trabalhado em desenho bombée e pilastras coríntias, e foi tombado em 1997 pela Prefeitura Municipal.[93]
- Solar do Conde de Porto Alegre (esquina com Rua Gen. Canabarro), um bom exemplo de edificação aristocrática de meados do século XIX, embora reformada no início do século XX, é importante por ter sido a residência do Conde de Porto Alegre, ilustre personagem da história riograndense, sendo tombado pelo município em 1998.[94]
- Escadaria da Rua João Manoel, tradicional escadaria construída no início do século XX, com um belvedere e uma arquitetura que se desenvolve em patamares sucessivos. O projeto foi assinado pelo arquiteto Cristiano de La Paix Gilbert e executado pela construtora de Theodor Wiederspahn. É tombada pela prefeitura.[95]
- Prédio João Paz Moreira, com projeto de Theodor Wiederspahn, de 1926, é um grande casarão residencial-comercial, num estilo eclético com predomínio da estética Déco. Em 1979 foi relacionado como edificação de interesse sociocultural pela prefeitura.[96]

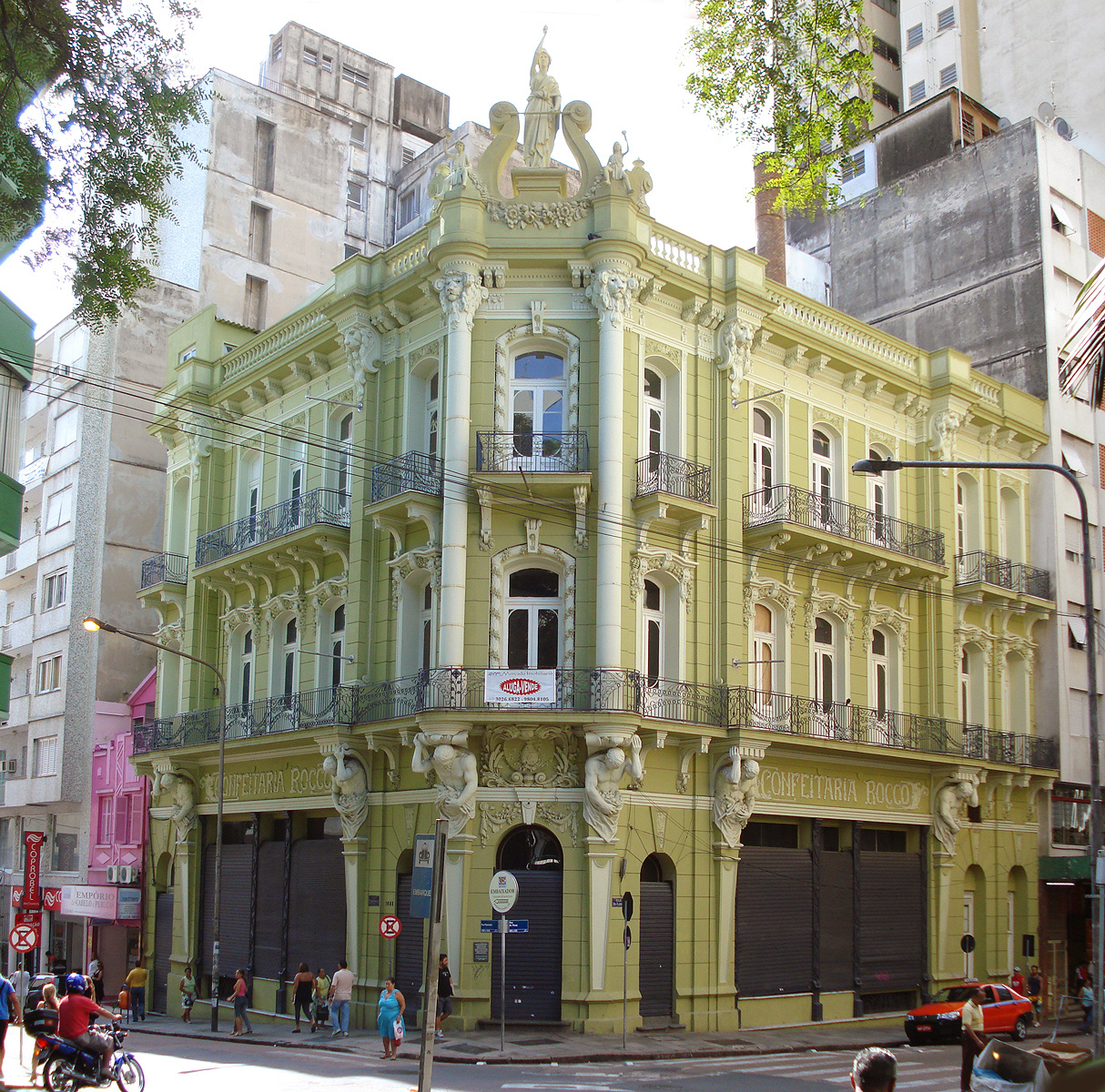
Confeitaria Rocco
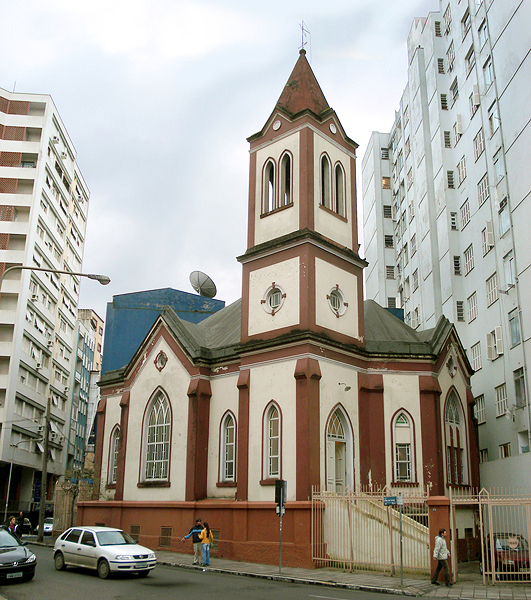
Catedral Metodista
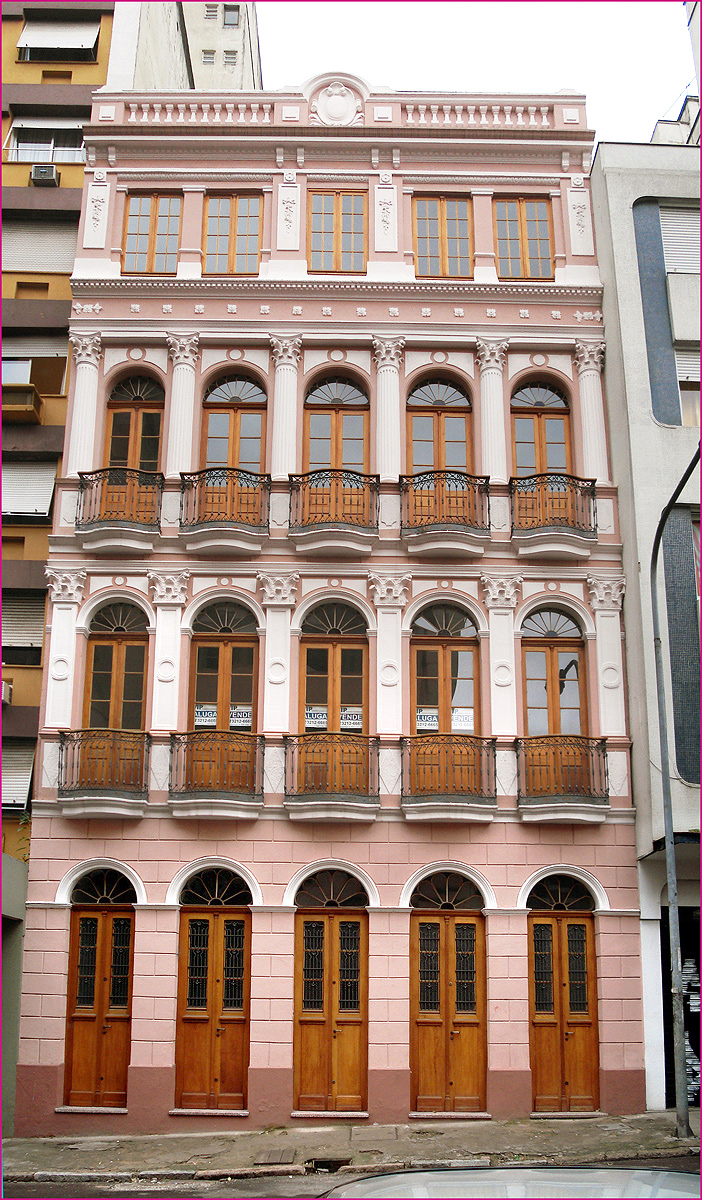
Edifício à rua Riachuelo 933
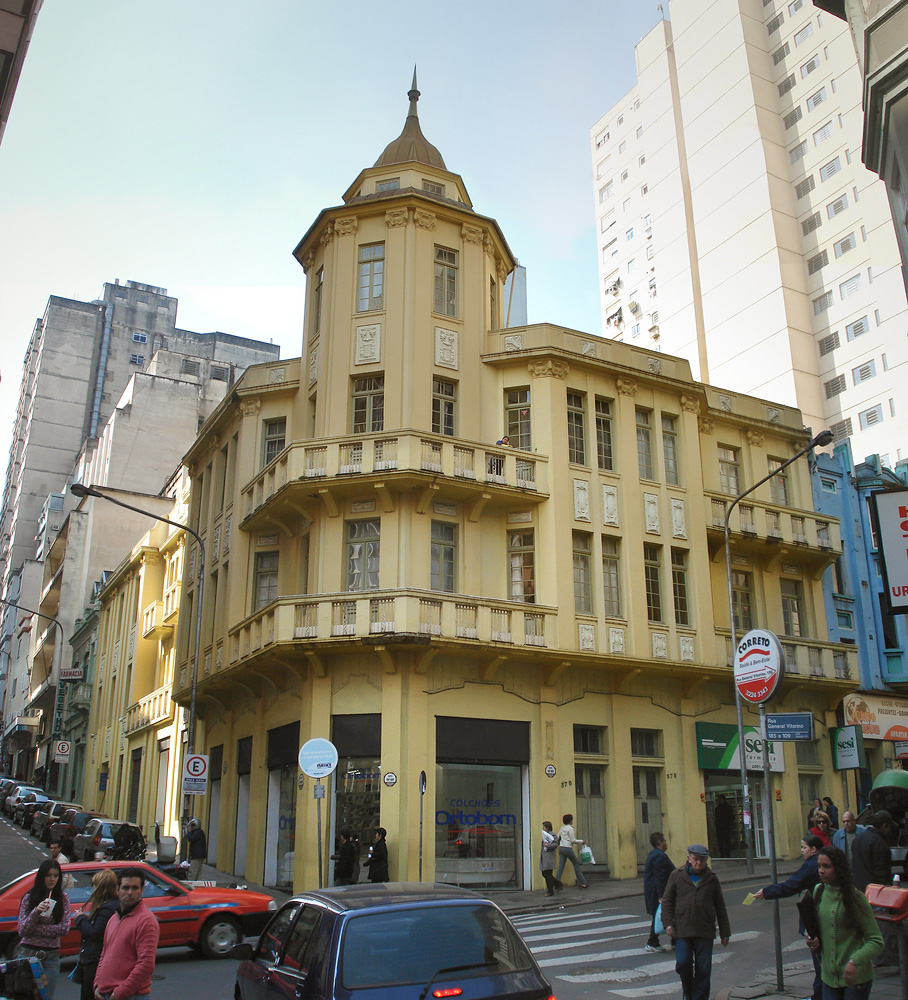
Prédio João Paz Moreira

### Outros monumentos
- Prédios históricos da Universidade Federal do Rio Grande do Sul, localizados no campus central da universidade, que se divide entre os bairros Centro e Farroupilha, conta com um importantíssimo grupo de doze edificações, algumas de dimensões palacianas. O conjunto é tombado pelo Estado do Rio Grande do Sul desde 15 de setembro de 2000, e dois prédios também fazem parte do patrimônio histórico nacional.[97]

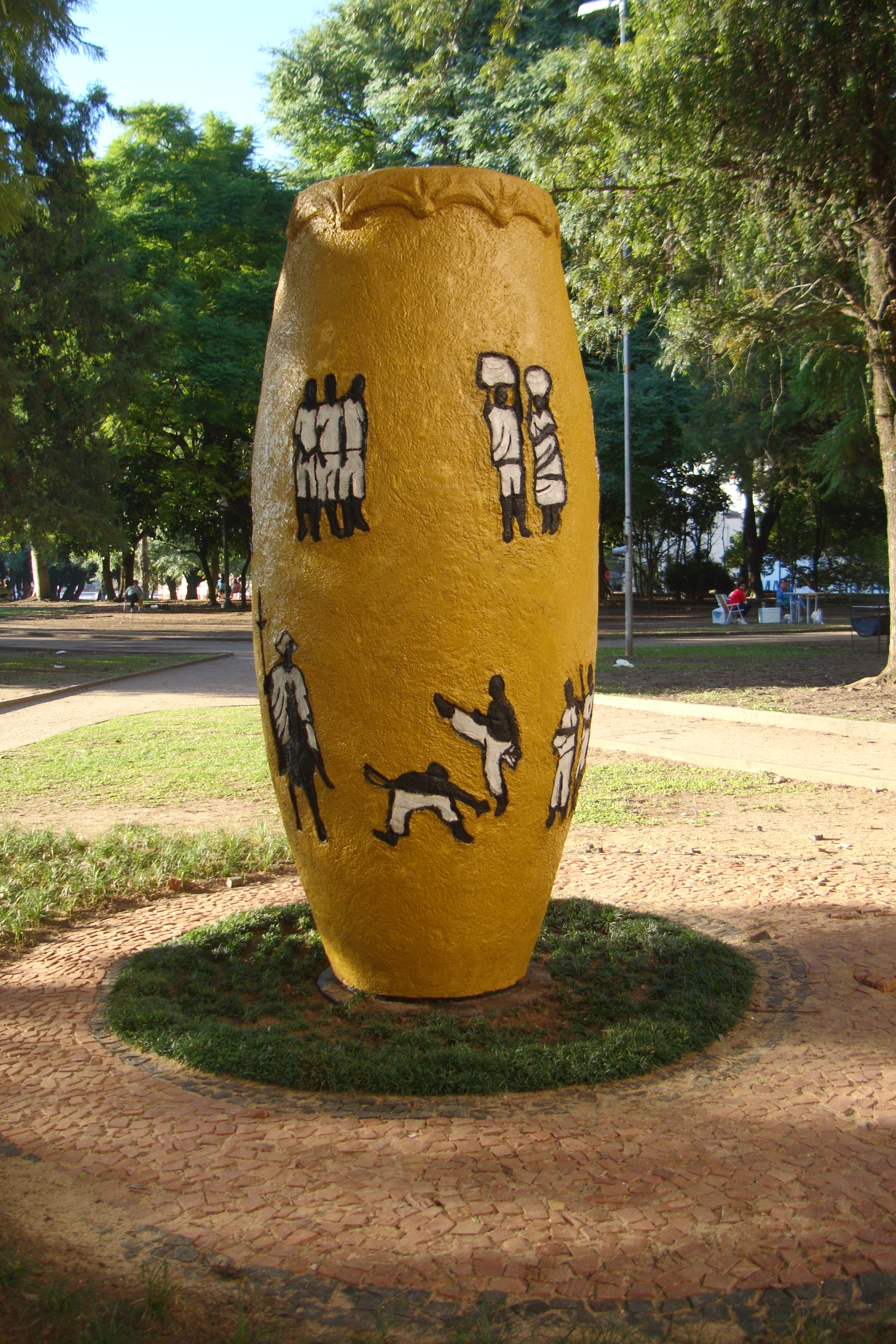
O monumento O Tambor, na Praça Brigadeiro Sampaio, parte do Museu de Percurso do Negro

- Viaduto Otávio Rocha (Cruzamento da rua Duque de Caxias sobre a avenida Borges de Medeiros), com projeto de Manoel Barbosa Assumpção Itaqui e Duilio Bernardi, foi entregue à população em 1932. O viaduto é uma imponente estrutura de concreto armado, com três vãos. No centro, ao nível da avenida, sob as arcadas que sustentam as escadarias monumentais que dão acesso ao nível superior, existem dois pórticos com nichos, onde foram instalados grupos escultóricos criados por Alfred Adloff, importante artista local do início do século XX. Desde sua construção o Viaduto é um importante ponto de referência de Porto Alegre. Suas características arquitetônicas, bem como sua relevância sociocultural, levaram o município a tombá-lo em 1988.[98]
- Museu de Percurso do Negro em Porto Alegre, museu a céu aberto interligando diversos sítios históricos, monumentos e obras de arte  que têm uma associação marcante com a comunidade negra em termos de memória, identidade e cidadania.[99]
- Edifício Ely (Rua Conceição nº 283), foi projetado e construído entre 1922 e 1923 pelo destacado arquiteto teuto-brasileiro Theodor Wiederspahn, sendo a primeira construção com estrutura de concreto armado em Porto Alegre e um dos mais espetaculares exemplares de sua produção. Foi declarado edificação de interesse histórico pelo município.[100]
- Igreja São José, projeto do insigne arquiteto e pintor José Lutzenberger, é uma de suas obras mais importantes, com uma original interpretação do estilo eclético, já com traços Déco.[89]
- Antigo Cine Teatro Carlos Gomes, tradicional casa de espetáculos e diversões e um dos mais longevos cinemas de calçada da cidade, funcionou de abril de 1923 até junho de 2002 na rua Vigário José Inácio 355. Entrou em declínio a partir dos anos 60 e hoje é uma casa comercial, que restaurou o exterior do prédio devolvendo-o às suas condições originais, de uma arquitetura eclética com forte inspiração clássica, com  fachada ornamentada por relevos e estatuária, embora o interior esteja muito alterado.[101]

Além desse grande grupo de edificações, que estão entre as mais importantes, as ruas mais antigas do Centro Histórico preservam evidências de seus traçados originais e a memória dos tempos de outrora em numerosos edifícios e residências de menor destaque, muitas vezes em trechos homogêneos significativos, que contribuem para emprestar uma aura peculiar ao bairro. Em outros trechos, há rica ilustração das principais fases evolutivas da arquitetura porto-alegrense. A prefeitura listou mais de mil imóveis do Centro Histórico em seu Inventário do Patrimônio Cultural, o que lhes oferece proteção e valorização.

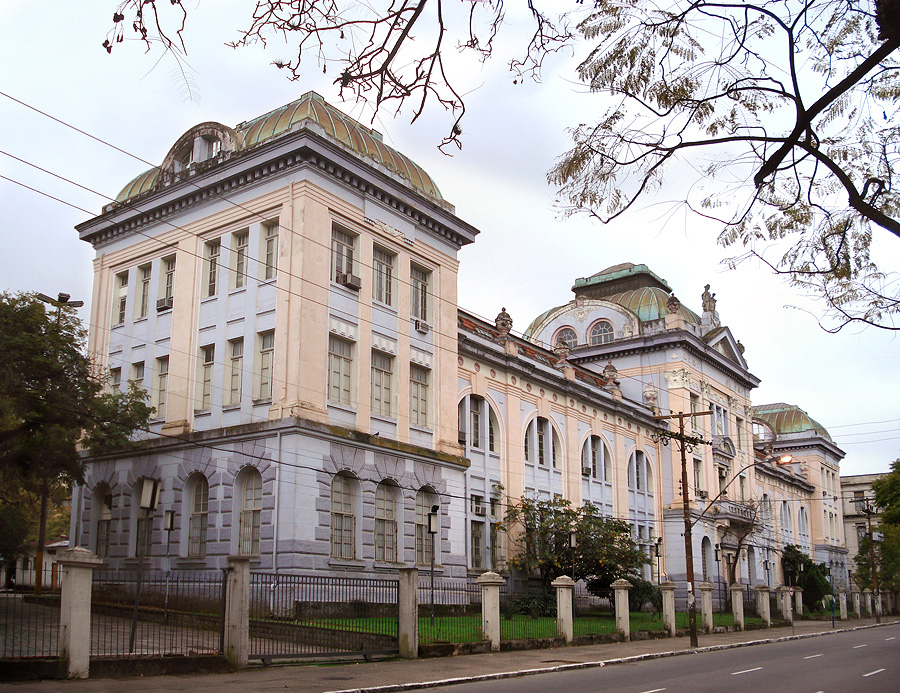
Instituto Parobé, no campus central da UFRGS
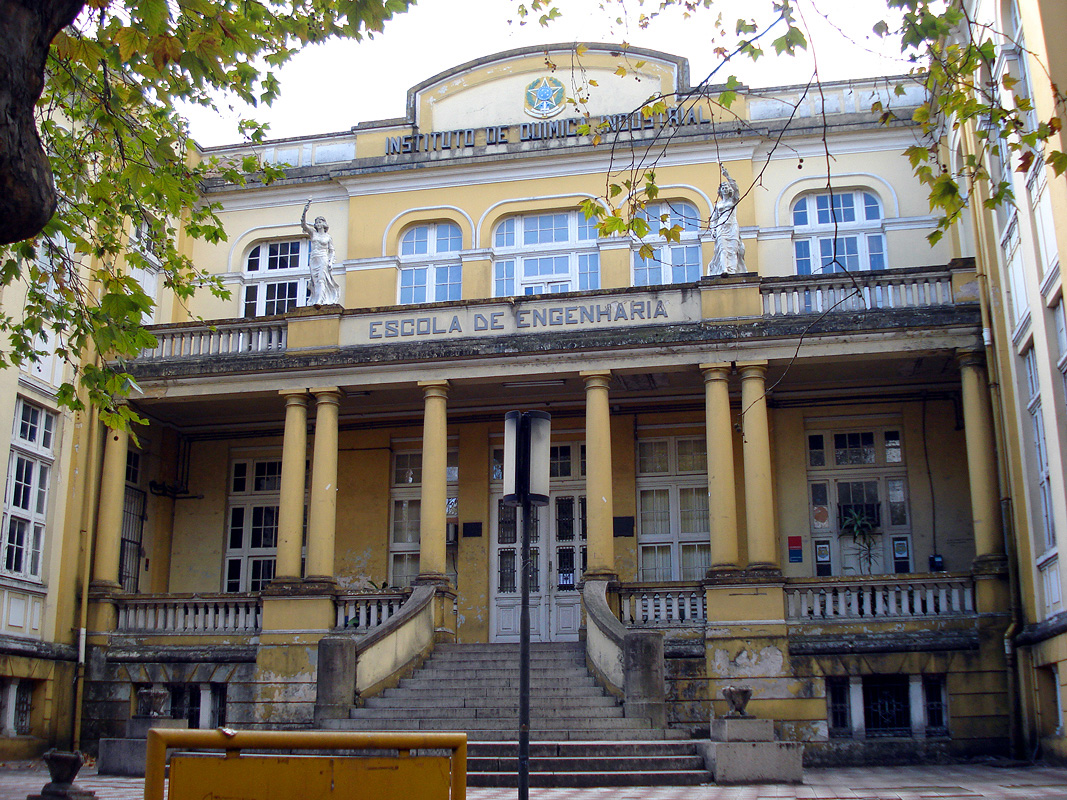
Antigo Instituto de Química da UFRGS
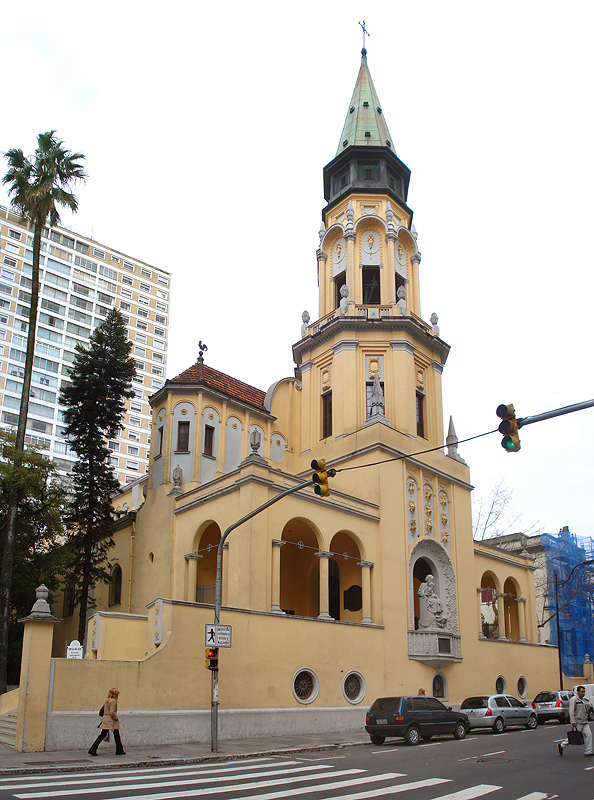
Igreja São José
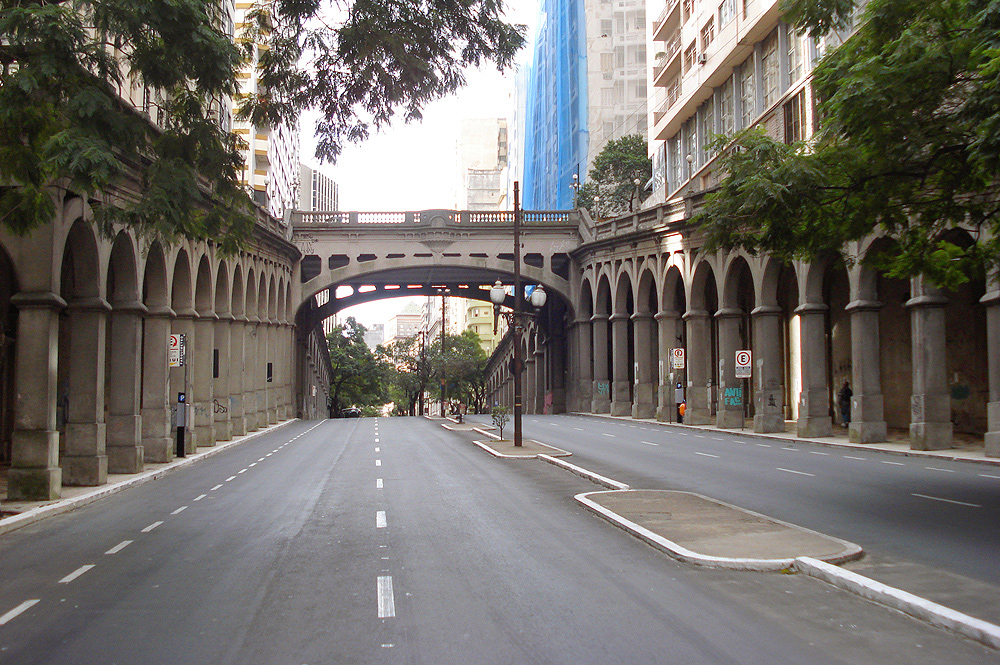
Viaduto Otávio Rocha
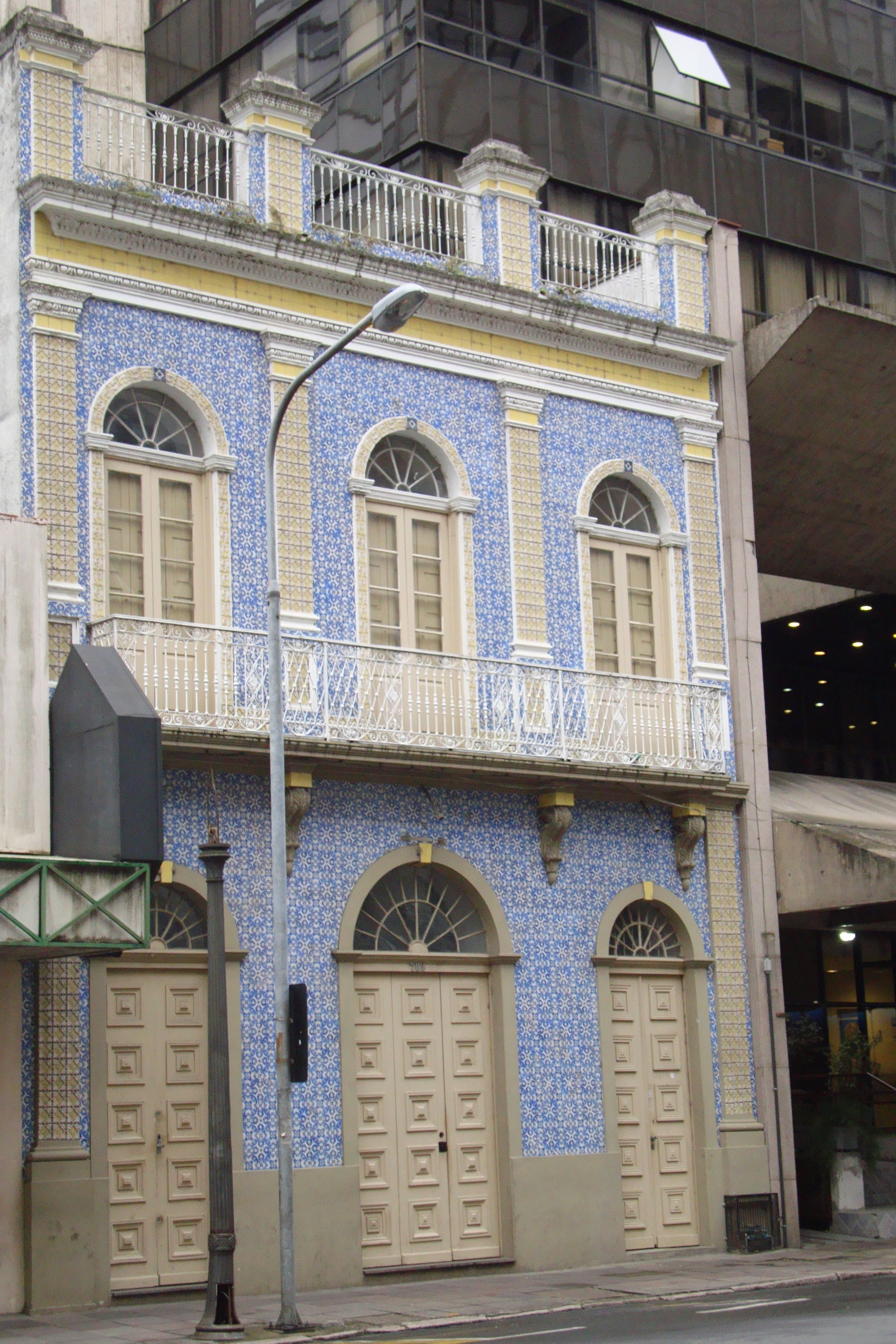
Casa de Azulejos na rua Sete de Setembro
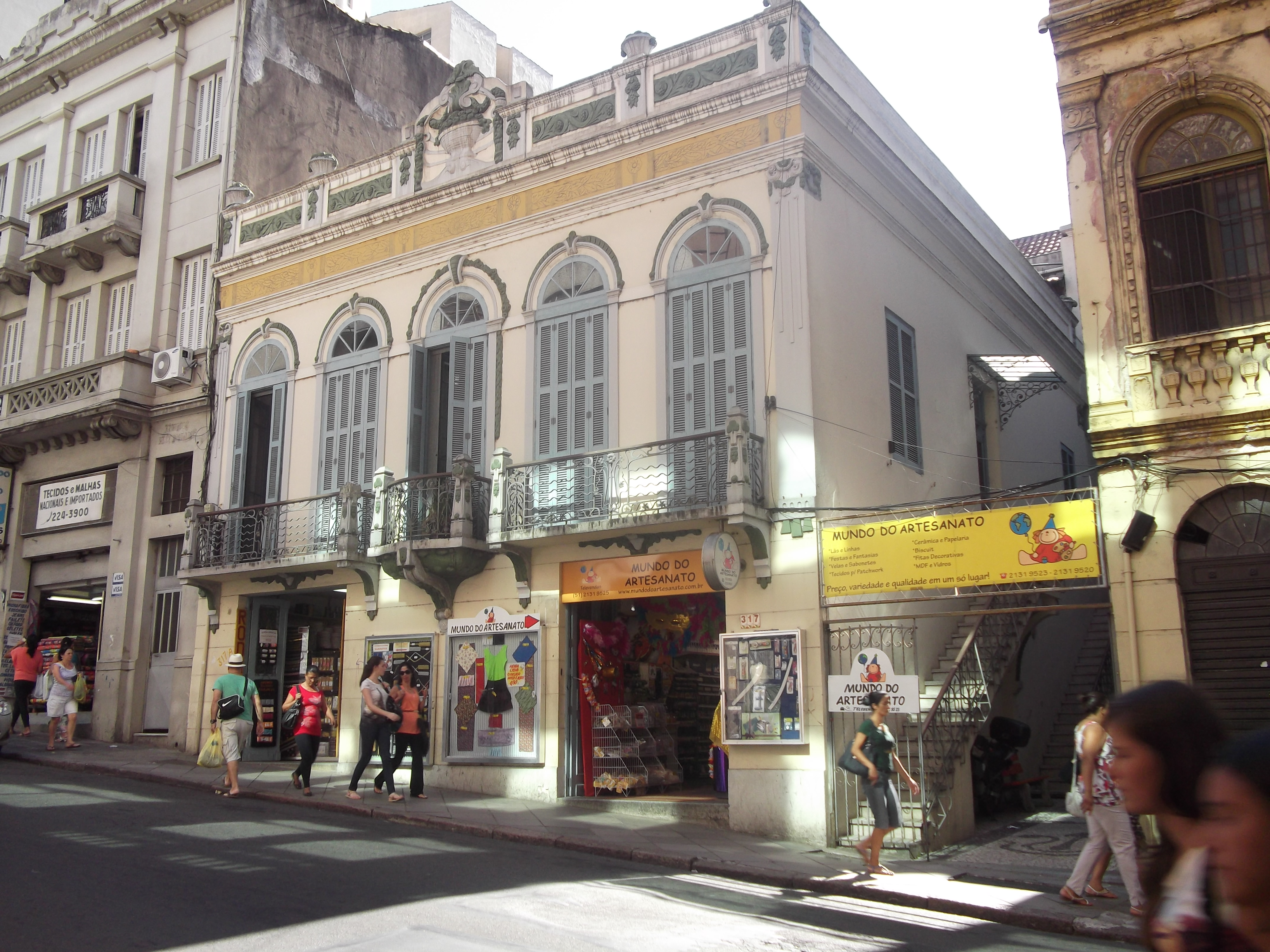
Casarões da rua Pinto Bandeira
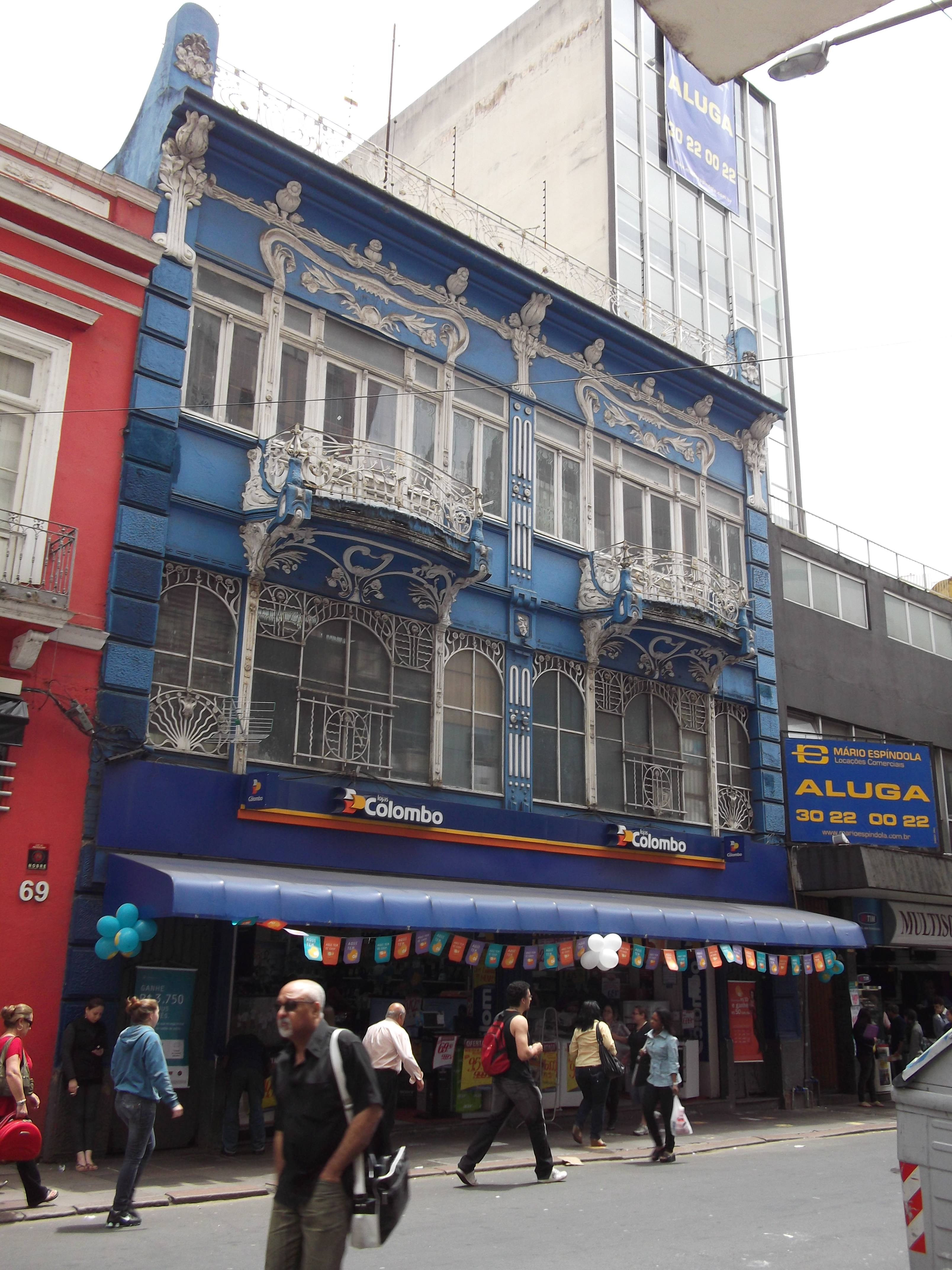
Rua Doutor Flores n.º 119
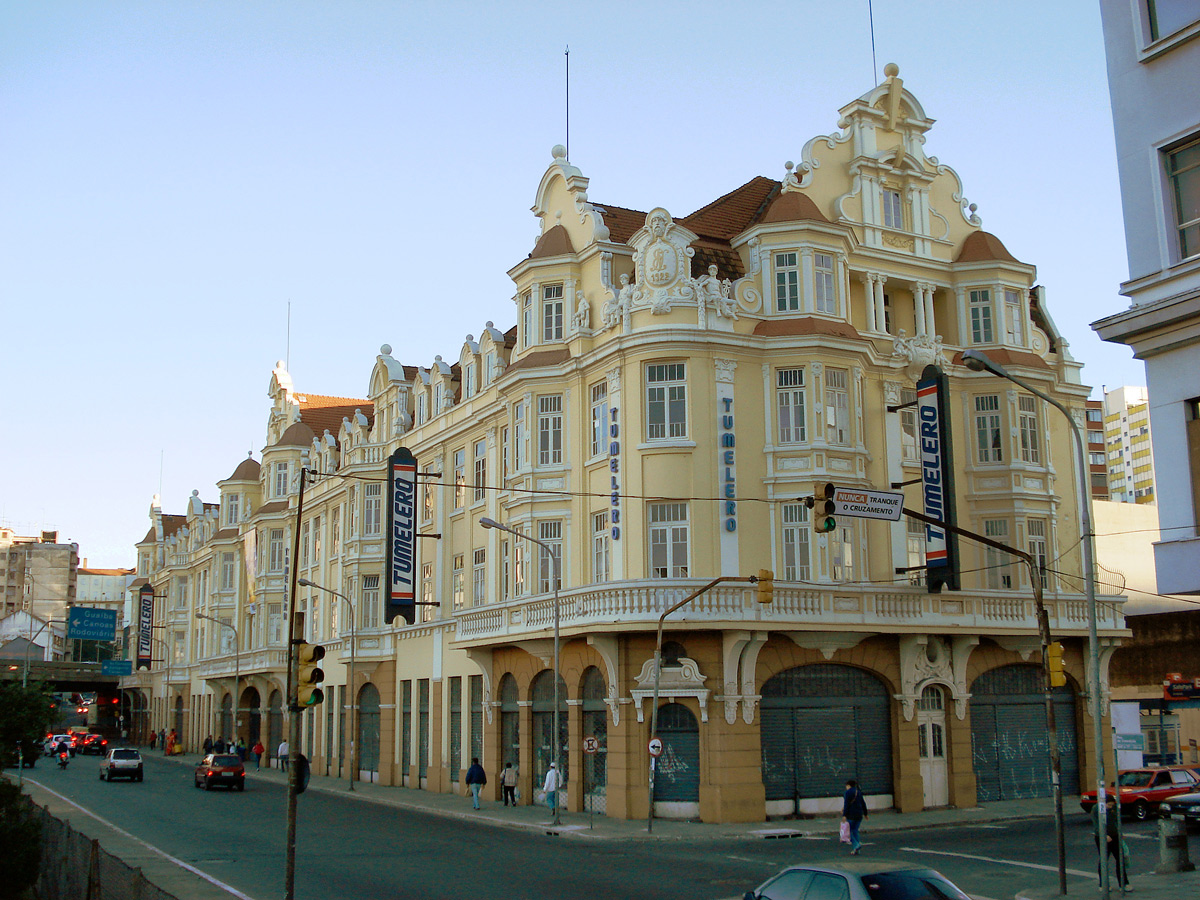
Edifício Ely
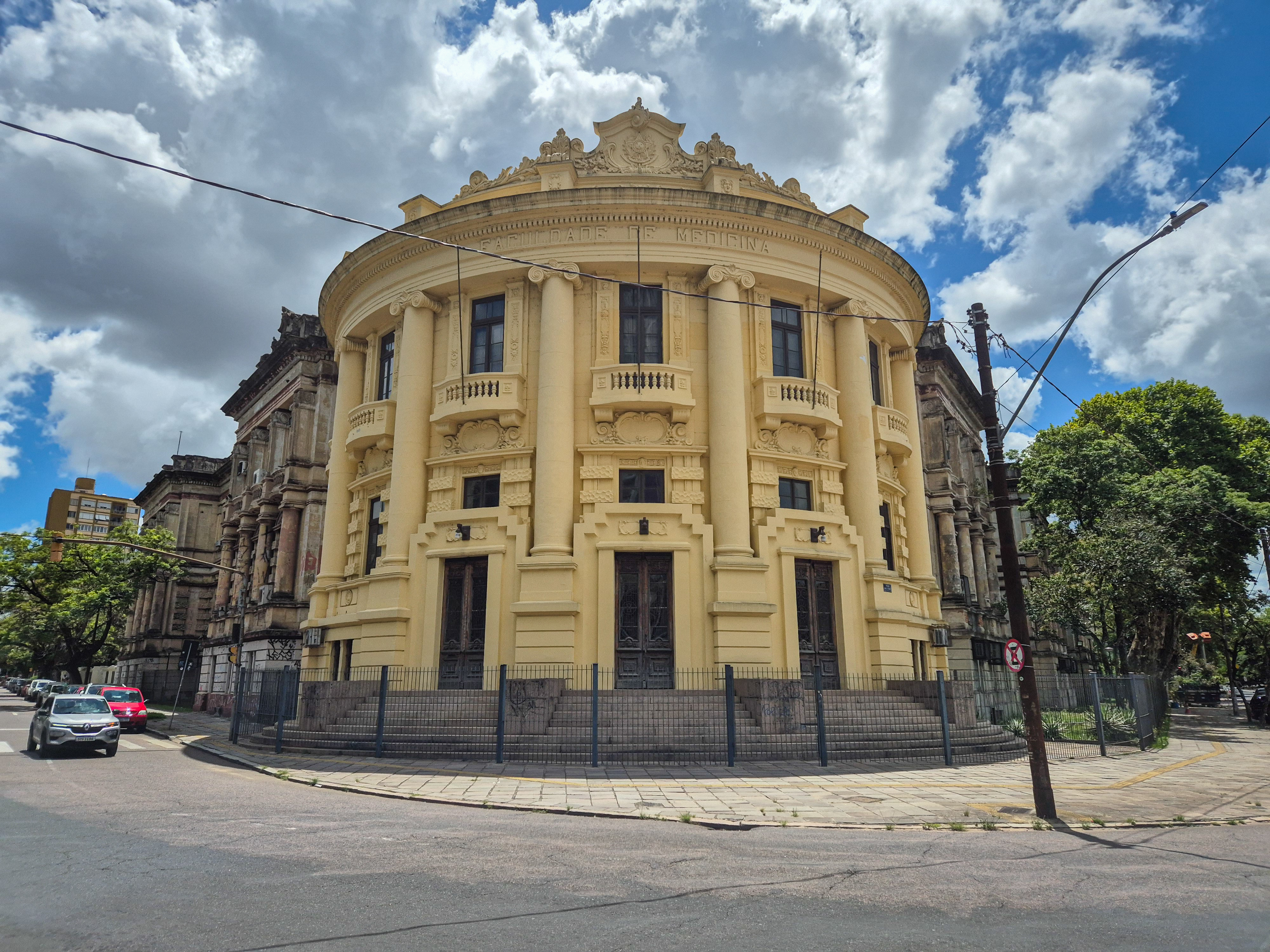
Faculdade de Medicina da UFRGS